# Chilpéric Ier (roi des Francs)
Pour les articles homonymes, voir Chilpéric Ier.
Chilpéric Ier, né entre 525 et 534, mort assassiné entre le 20 et le 28 septembre 584 à Chelles, est un souverain franc de la dynastie des Mérovingiens. Petit-fils de Clovis et fils de Clotaire Ier, il est roi de Soissons de 561 à 584.
À la mort de Clotaire Ier, le royaume des Francs, réunifié en 558, est partagé entre ses quatre fils : Sigebert, Gontran, Caribert et leur demi-frère Chilpéric, qui reçoit le royaume de Soissons. Il est l'un des derniers rois mérovingiens à régner de manière autoritaire sur ses sujets avant que le pouvoir ne s'effrite, capté par une noblesse ambitieuse. Une grande partie de son règne est occupée par des conflits avec ses frères, mais surtout avec Sigebert dans la première moitié des années 570.
Chilpéric est marié trois fois. Sa deuxième épouse, la princesse wisigothe Galswinthe, meurt assassinée en 568 et le roi se remarie rapidement avec Frédégonde. Son conflit avec Sigebert se double ainsi de la rivalité entre Frédégonde et Brunehaut, épouse de Sigebert et sœur de Galswinthe. Cette période de luttes intestines, la « faide royale », ne prend fin qu'en 613, avec la victoire de Clotaire II, le seul fils survivant de Chilpéric et Frédégonde, sur Brunehaut et ses descendants.
Chilpéric apparaît sous un jour négatif dans l'Histoire des Francs de Grégoire de Tours qui le surnomme « le Néron et l'Hérode de notre temps ».

## Contexte historique: territoires francs auVIesiècle

### Dynastie mérovingienne
Chilpéric Ier naît au sein d'une des familles princières franques, issue de Mérovée et de Clovis, fondateurs de la dynastie mérovingienne. Les Mérovingiens constituèrent la première dynastie qui régna sur la majorité des territoires actuellement français et belge, ainsi que sur une partie du Sud de l’Allemagne et de la Suisse du Ve jusqu’au VIIIe siècle, après la fin des invasions barbares dans les provinces romaines occidentales, dont la Gaule. Ils sont issus des Francs saliens qui étaient établis au Ve siècle dans les régions de Cambrai et de Tournai, en Gaule belgique.
Le règne de Chilpéric se situe dans le cadre territorial et politique issu du partage du royaume franc effectué en 561 à la mort de Clotaire, fils de Clovis. Lors de la disparition de Clovis en 511, quatre royaumes avaient été créés avec pour capitales : Reims, Soissons, Paris et Orléans, l'Aquitaine étant répartie séparément. Dans les années 550, Clotaire, dernier survivant des quatre frères, avait reconstitué l'unité du royaume franc, augmenté du territoire burgonde, conquis entre-temps.

### Société en Gaule franque auVIesiècle
La société se compose d'hommes et de femmes libres (ingenui) formant la plus grande partie du peuple franc. Ils ont l'obligation de servir dans l'armée du roi, avec le droit de prendre part à la justice publique, et sont commandés par l'intermédiaire des ducs et des comtes. Il existe également des populations dépendantes comme les esclaves locataires d'une ferme (servi casati), les esclaves domestiques, et les esclaves travailleurs agricoles sur les grandes propriétés.
Les terres ecclésiastiques et des petites propriétés et fermes romaines continuent d'exister. Des comtes francs s'installent dans les cités d'Aquitaine, mais celles-ci conservent leurs langues et coutumes du fait de la faible influence que les Francs exercent sur la population. De manière générale, le sud de la Gaule reste romanisé tandis qu'au nord, la culture franque remplace la culture romaine. Les noms germains prédominent, les hommes originaires de la région sont rarement considérés comme romains. Le dialecte roman reste parlé par la population.

### Mariage chez les Francs
Les Francs, comme les autres peuples germains, pratiquent l'endogamie au sein de la Sippe ou clan (groupe de parenté étendu). Le mariage y prend plusieurs formes. Le père est le chef de la famille et exerce son autorité (mundium ou munduburdium) sur ses femmes, ses enfants, ses esclaves. Il a le pouvoir d’accepter ou de refuser les mariages de chaque membre de sa familia. Les jeunes nobles francs pratiquent une éducation sentimentale auprès des esclaves de leur familia ou des filles de leurs proches. Il en résulte souvent plusieurs mariages avec ses épouses de jeunesse (friedelfrau), qualifiées d’épouses de second rang ou d’épouses morganatiques. Ce type de mariage, la friedelehe, est généralement hypergamique et est conclu de façon privée entre le mari et la femme.
Le chef de famille peut décider d’établir pour les jeunes Francs arrivés à maturité, des mariages avec des épouses prestigieuses dites de premier rang. Ce type de mariage, célébré en public, permet le rapprochement des familles, assurant une alliance diplomatique. Cette polygynie entraîne la confusion chez les chrétiens traditionnellement monogames, qui appliquent naturellement le droit matrimonial romain et qualifient à tort ces épouses de concubines ou de maîtresses, croyant leurs enfants illégitimes. Or, les enfants issus des différents mariages sont tous égaux en matière de succession. Le père garde cependant le droit d’écarter de sa succession les enfants de son choix.

## Biographie

### Enfance et premières campagnes
Chilpéric est le fils de Clotaire Ier et de sa seconde épouse, la reine Arégonde. Sa date de naissance n'est pas clairement établie : entre 525 et 527 selon Frédéric Armand, vers 537 pour Pierre Riché et Christian Settipani.

#### Nom
Chilpéric est la forme francisée d'un nom vieux-francique qui apparaît dans les textes latins sous les formes Chilpericus (chez Grégoire de Tours et Venance Fortunat) ou Hilpericus (chez Marius d'Avenches et Paul Diacre). La forme francique originelle n'est pas attestée, mais elle peut être reconstituée en */χilprik/, où χ représente un k palatalisé. Elle se compose des éléments /χilp/ « aide » et /rik/ « puissant, riche ». Venance Fortunat emploie pour désigner Chilpéric l'expression adjutor fortis, « auxiliaire courageux », qui constitue en fait une traduction littérale du nom francique.
Le choix de ce nom est probablement influencé par la reine Clotilde, épouse de Clovis et mère de Clotaire. Il apparaît à deux reprises dans la famille des rois des Burgondes au Ve siècle : Chilpéric Ier et Chilpéric II sont respectivement le grand-oncle et le père de Clotilde.

#### Éducation
Le jeune prince reçoit probablement une bonne éducation, que Venance Fortunat évoque ainsi : « Sur vous, douce tête, se penchèrent tous les soins de votre père ». Elle comprend l'apprentissage du maniement des armes et l’équitation, mais aussi une instruction littéraire : outre le francique, Chilpéric parle latin et possède peut-être des notions de grec et d’hébreu, grâce au contact des Juifs de sa cour. Il apprend l'art de la guerre au cours des parties de chasse qui lui permettent de pratiquer les bases du combat, le préparant ainsi à ses futures batailles. À partir de sa majorité, à l’âge de quinze ans, il participe à plusieurs campagnes, ce qu'évoque Fortunat de façon poétique : « Devant vous tremblent le Gète, le Vascon, le Danois, l'Euthion [Jute], le Saxon, le Breton ; il est notoire qu'avec votre père vous les avez domptés en bataille rangée ».
Au printemps 542, il accompagne son père et son oncle Childebert Ier, ainsi que deux de ses demi-frères, dans une campagne en Espagne contre les Wisigoths. Les Francs s'emparent de Pampelune et assiègent Saragosse, puis doivent battre en retraite et quitter le pays. Vers 555, Chilpéric et Sigebert accompagnent leur père dans une campagne contre les Saxons. Après une bataille meurtrière pour les Francs et les Saxons, une paix est négociée, puis Clotaire se dirige vers la Thuringe afin de châtier ses habitants qui ont soutenu les Saxons. Lors de son retour, les Saxons coalisés avec les Thuringiens, et probablement les Frisons, les Danois et les Jutes, rentrent en territoire franc le long de la rive droite du Rhin jusqu’à Deutz. Clotaire et Chilpéric rejoignent Sigebert, qui a été posté pour garder la frontière, et repoussent ces envahisseurs. En novembre ou décembre 560, il participe également à l'attaque contre son demi-frère révolté Chramn et le comte Conomor de Domnonée,.

### Succession deClotaireIer(561-567)

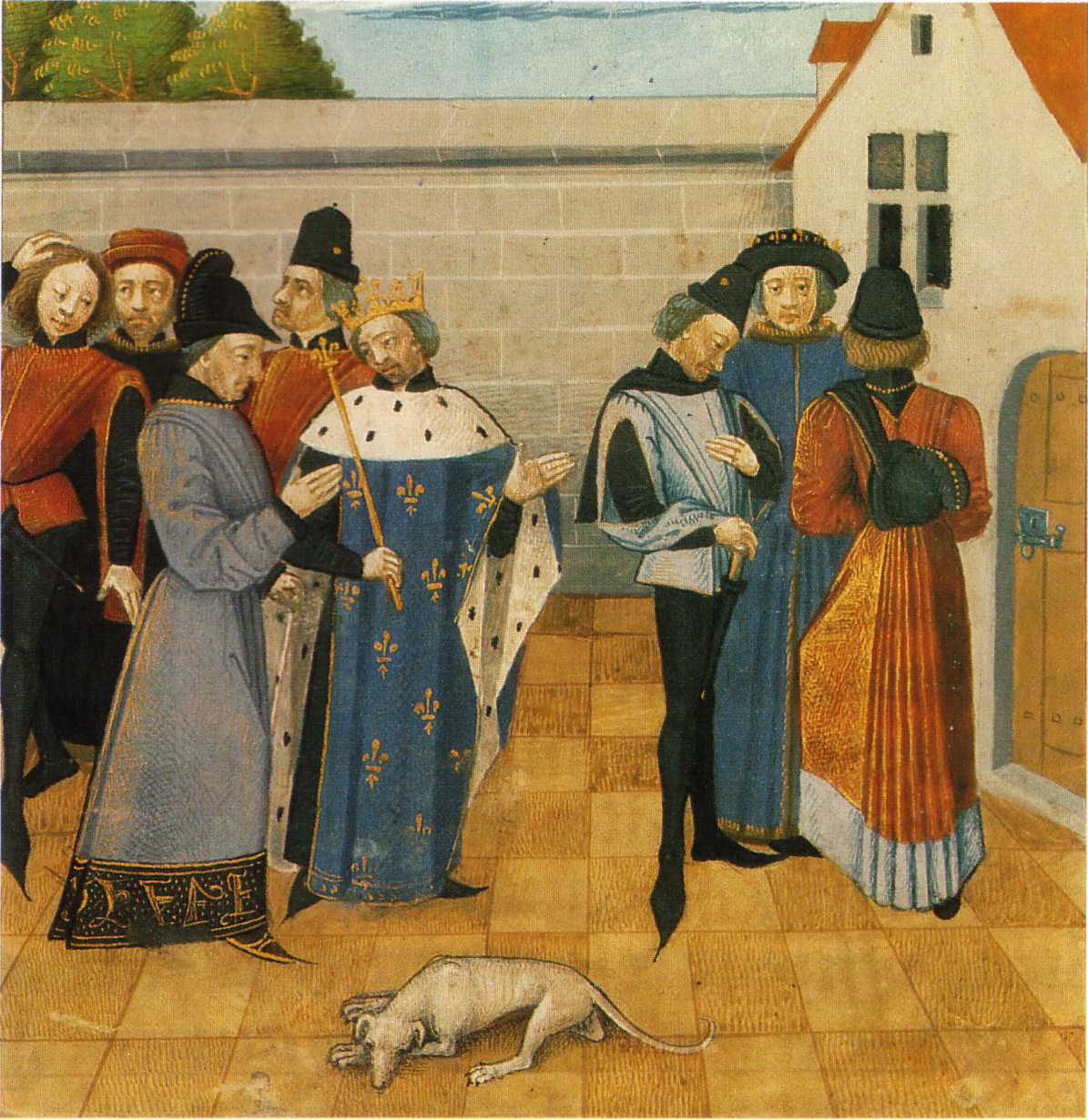
Chilpéric Ier s'acquiert la grâce des puissants. Manuscrit du XVe siècle. Grandes chroniques. Paris, BNF.

Partagé entre ses quatre fils, le royaume de Clovis est réunifié en 558 par Clotaire Ier. À sa mort, en 561, il laisse lui aussi quatre fils : outre Chilpéric, le seul issu de son mariage avec Arégonde, on trouve trois fils d'Ingonde, sa première femme : Caribert, Gontran et Sigebert. Ils enterrent leur père à Soissons, dans la basilique Sainte-Marie qu'il a commencé à faire construire sur le tombeau de saint Médard.
Contrairement au mode de succession par primogéniture qui régit la succession au trône du père au fils aîné, la tradition franque veut que le royaume soit divisé entre les fils du roi défunt afin que chacun puisse régner. La division du Regnum Francorum engendre des sous-royaumes distincts de celui-ci, permettant à chaque prince d'exercer une royauté complète dans le sous-royaume attribué, plutôt que de diviser l'exercice du pouvoir avec les autres princes sur l'ensemble du territoire.
À l'aide d'antrustions, des guerriers d'élite liés par un serment particulier formant la garde privilégiée du roi, Chilpéric fait main basse sur le trésor du « palais de Berny », villa Brennacum en latin. L'emplacement exact de cette villa reste incertain : il peut s'agir de la villa Bernacum de Berny-Rivière, à 16 km de Soissons, ou de la villa de Breny (au lieu-dit Le Martois) à 24 km. Par la force, il peut accéder aux richesses que son père a accumulées et entasse le trésor sur des chariots. Il en profite pour acheter la fidélité de certains grands seigneurs et occupe Paris, en prenant possession du château de son oncle Childebert Ier avec la portion du royaume associée. Cependant, ses demi-frères l'obligent à respecter le principe du partage.

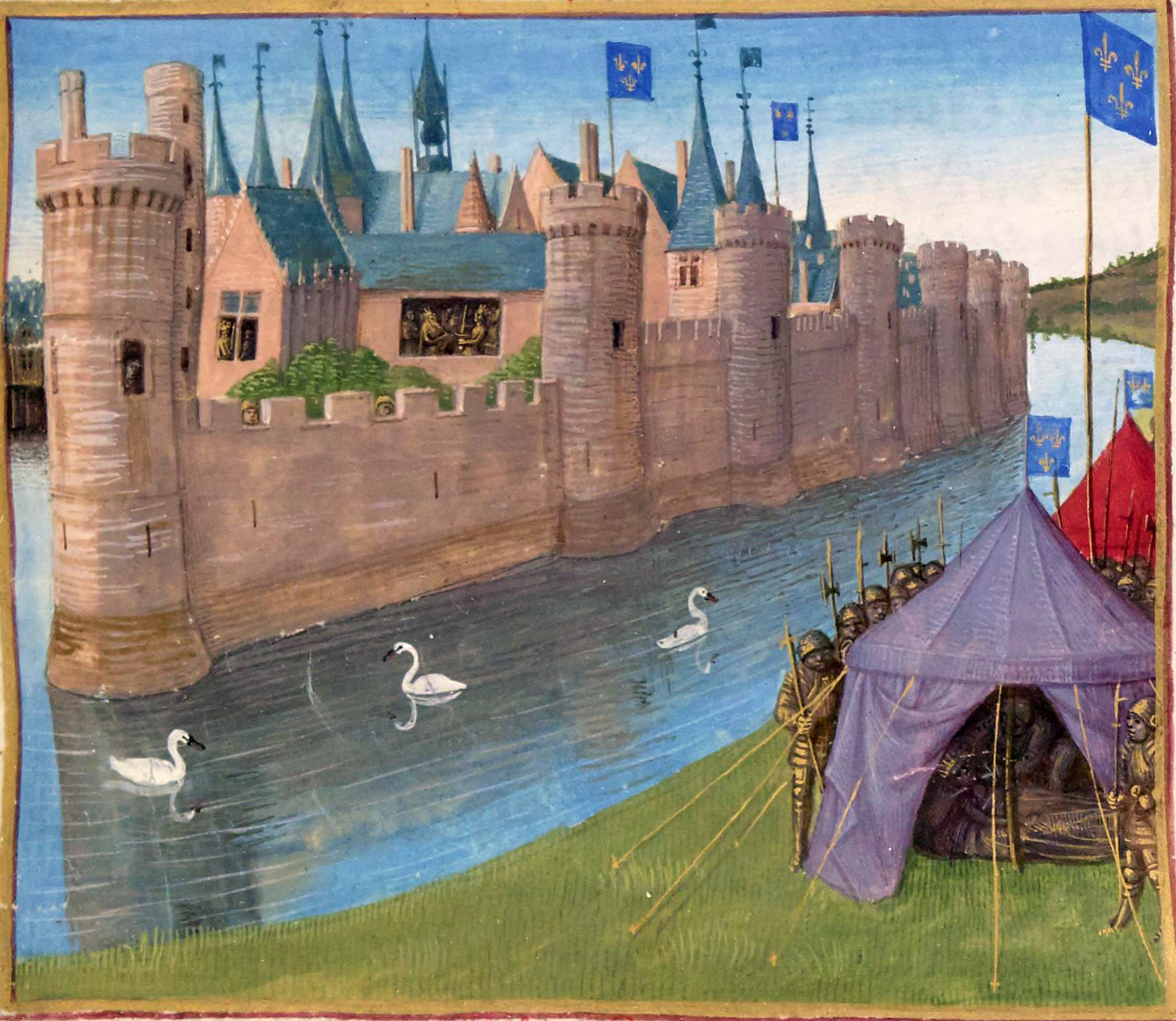
Partage du royaume de Clotaire Ier entre ses quatre fils. La scène se situe dans l'île de la Cité. Grandes Chroniques de France, enluminées par Jean Fouquet, Tours, vers 1455-1460. BNF.

Le royaume franc est donc à nouveau divisé en quatre suivant « un partage régulier » et le sort (destin ou partage) attribue à Chilpéric le territoire ancestral des Mérovingiens, le « royaume de Clotaire », avec Soissons pour capitale et un territoire situé entre Tournai et la Picardie. Le royaume de Soissons se compose probablement des cités de Thérouanne, Tournai, Arras, Cambrai, Amiens et Noyon. La cité de Laon pourrait avoir été acquise par Sigebert, mais celle d'Amiens lui est peut-être revenue, car elle avait été attribuée en 511 à Childebert Ier.
Cet état séparé, le plus pauvre en fisc, c'est-à-dire en terres, forêts ou mines appartenant à la couronne, est dépourvu de ressources importantes comme de frontières actives offrant des perspectives de conquête. Augustin Thierry affirme que le partage était égal, non en superficie, mais en nombre de cités. Il affirme également que chacun des frères possède des enclaves dans les autres états séparés. Chilpéric aurait ainsi reçu Nantes et Rouen. Cependant, il ne reçoit ni Tours, ni Poitiers, qui constituaient l'enclave aquitaine de son père en 511. De plus, le royaume de Paris, revenu à Caribert, cinq fois plus grand que celui de Chilpéric, possédant de nombreuses cités en Aquitaine, dans la vallée de la Loire, doit posséder plus de villes que Chilpéric, qui reçoit un territoire peu romanisé et ayant subi beaucoup de destructions du fait des invasions barbares. Le critère déterminant la valeur d'une part peut ne pas prendre seulement en compte la superficie, mais aussi la nature du patrimoine. Comme Chilpéric reçoit le royaume de son père, la capitale des Gaules et la terre patrimoniale des Mérovingiens, sa part est vue comme égale aux autres, plus grandes géographiquement mais auxquelles aucun statut politique n'est attaché du fait de leur annexion par conquête. Une autre hypothèse veut que le hasard soit à l'origine de l'attribution des royaumes qui se serait faite par tirage au sort. Cependant, Grégoire de Tours précise que la répartition des territoires est équitable, un tirage au sort avec des lots inégaux est donc à exclure.

La division du royaume des Francs en 561. Le royaume de Chilpéric est en orange.

Une autre vision du partage dresse un lien entre les états séparés et le nom des princes, qui auraient été destinés à régner sur un territoire donné. Le royaume de Metz que reçoit Sigebert englobe l'ancien royaume de Cologne des Francs rhénans dont un des rois se nommait Sigebert le Boiteux. Gontran porte un nom typiquement burgonde et reçoit le royaume d'Orléans qui correspond à l'ancien domaine des Burgondes. Or, Chilpéric est aussi un nom typiquement burgonde. Depuis le premier partage du Regnum Francorum en 511, le royaume des Burgondes et la Provence ont été annexés, mais Chilpéric n'obtient rien de ces territoires. Les rapports de forces déterminent en réalité les attributions ; de plus, la mise à l'écart des plus faibles fait partie des usages de la succession royale franque et il se peut que les trois fils d'Ingonde éprouvent de la défiance envers leur demi-frère. Ce partage peut constituer une sanction à son égard pour avoir tenté de s'emparer de tout ou partie du royaume sans leur consentement avec son coup de main sur le trésor de Berny.
Le partage du regnum ne prend pas en compte la répartition des provinces ecclésiastiques. Le clergé a calqué le mode de division du territoire de l'administration civile romaine, en découpant le territoire en provinces, subdivisées en diocèses, dont les limites correspondent à celles des cités romaines. Chaque diocèse est dirigé par un évêque. En plus de son autorité religieuse, l'affaiblissement de l'administration romaine lui permet d'étendre son pouvoir aux domaines politiques et sociaux, faisant ainsi concurrence au pouvoir du comte qui est le représentant de l'autorité royale. Chez les Romains, les provinces regroupent plusieurs cités et sont dirigées par un gouverneur exerçant ses fonctions dans la cité du chef-lieu. Ainsi, l'évêque dont le diocèse correspond au chef-lieu est nommé évêque métropolitain (archevêque à partir du IXe siècle) et exerce la fonction de primat sur sa province et ses coprovinciaux suivant les règles établies par le premier concile de Nicée en 325 et le concile de Turin en 398. Conservant l'héritage des droits que leur conférait l'Empire romain, en tant que magister militum, les rois francs peuvent désigner les évêques, ceci à l'encontre du clergé, des notables, et du peuple qui doivent pouvoir choisir leur évêque. Or, tous les diocèses du royaume de Soissons appartiennent à la cité provinciale de Reims, propriété de Sigebert. Les évêques du royaume de Soissons sont donc soumis à un évêque métropolitain subordonné à Sigebert.
En 562, les Avars font des incursions dans l'est du royaume franc. Sigebert Ier, qui transfère alors sa capitale de Reims à Metz, parvient à repousser les envahisseurs au-delà du Rhin, peut-être en Pannonie ou en Bavière. Chilpéric profite de son absence pour s'emparer de plusieurs villes du royaume de Sigebert, dont Reims. Sigebert contre-attaque, récupère les villes qui lui ont été prises et s'empare de Soissons. Thibert, fils de Chilpéric, est capturé et envoyé dans la villa de Ponthion. Sigebert profite de sa domination sur Soissons pour terminer la construction de la basilique Saint-Médard. Thibert est libéré au bout d'un an, avec comme condition qu'il prête serment de ne plus attaquer l'Austrasie. Il retourne alors auprès de son père avec des cadeaux.

### Partage du royaume de Caribert (567-568)

Le royaume des Francs après la division du royaume de Paris.

Caribert est le premier des fils de Clotaire à mourir, le 5 mars 567. Il ne laisse pas d'héritier mâle et ses trois frères se partagent son héritage l'année suivante. Les modalités du partage sont inscrites dans un pacte dont chacun jure de respecter les termes sur les reliques des saints Polyeucte, Hilaire et Martin. Le lieu des pourparlers n'est pas précisé : il pourrait s'agir de Paris, capitale du défunt, ou d'une ville du royaume de Sigebert Ier où l'on trouve des églises dédiées aux trois saints mentionnés (Saint-Polyeucte de Metz, Saint-Hilaire de Poitiers et Saint-Martin de Tours).
La ville de Paris est maintenue dans l'indivision : ses revenus fiscaux sont partagés en trois et chaque roi jure de ne pas entrer dans la ville sans le consentement des deux autres. Senlis est également indivise. La civitas Parisiorum est divisée par la Seine et la Marne en trois parties à peu près équivalentes correspondant aux trois archidiaconés de l'ancien diocèse parisien. Chilpéric a dû recevoir le grand archidiaconé ou archidiaconé de Parisis, situé au nord sur la rive droite de la Marne et de la haute Seine, comprenant les domaines de Chelles et de Nogent-sur-Marne.
Chilpéric obtient une grande partie de la province ecclésiastique de Rouen avec les diocèses de Coutances, Bayeux, Lisieux, Évreux, mais pas ceux de Séez et d'Avranches. L'attribution de ces deux dernières cités reste discutée, car si Sigebert les avait eues, elles étaient trop isolées pour ne pas passer sous l'influence de Chilpéric. De plus, le traité d'Andelot, datant du 28 novembre 587, octroie Avranches à Childebert II sans préciser qu'elle appartenait à son père,,. Dans la province de Tours, tandis que Tours est attribuée à Sigebert, Chilpéric obtient les diocèses de Vannes, Nantes, Le Mans, Angers et Rennes. Il est possible que les territoires tenus par les Bretons aient été intégrés à sa part, mais le pouvoir des Francs y est très limité. En Aquitaine, il reçoit les cités de Limoges et de Cahors dans la province de Bourges, métropole attribuée à Gontran. La métropole provinciale de Bordeaux lui revient, ainsi que la province d'Eauze, comprenant la métropole et les diocèses de Bazas, Dax, Oloron, Comminges, Auch et Lectoure. Il reçoit aussi les évêchés de Lescar et de Tarbes. La situation de la ville de Toulouse est incertaine; il est possible qu'elle ait appartenu à Gontran depuis 561. Dans la province de Sens, le diocèse de Chartres est divisé en trois. Chilpéric reçoit Poissy et peut-être Dreux. Dans la province de Reims, toujours à Sigebert, Chilpéric récupère Beauvais, mais Soissons reste sous la domination du roi de Metz.
Les nouvelles frontières du royaume de Chilpéric correspondent à ce que Jonas de Bobbio, au VIIe siècle, appelle la « Neustrie ou Neuster », c'est-à-dire le « nouveau royaume de l'Ouest,, ». Cette entité se perpétue au fil des partages du Regnum Francorum aux côtés de l'Austrasie et de la Bourgogne. La ville de Rouen ayant pu jouer un rôle politique, il est possible que Chilpéric y ait installé sa capitale après la perte de Soissons. Par son extension, son royaume devient frontalier avec la Bretagne et le royaume wisigoth. Cependant, l'attribution des villes de Tours et Poitiers à Sigebert empêche le rattachement de ses possessions du nord avec celles du sud.

### Mariage avec Galswinthe (568)
Vers 565, Sigebert épouse la fille du roi wisigoth Athanagild, la princesse Brunehaut. Ce rapprochement constitue une menace pour les possessions aquitaines de Chilpéric, qui jouxtent le royaume wisigoth et les possessions de Sigebert en Auvergne. Pour s'assurer de la neutralité du roi de Tolède, Chilpéric décide de se marier à son tour avec Galswinthe, la sœur aînée de Brunehaut. Grégoire de Tours donne pour raison de ce mariage la jalousie suscitée par le prestigieux mariage de Sigebert, alors que ses frères ont « des femmes indignes d'eux et se (dégradent) même en épousant des servantes ».

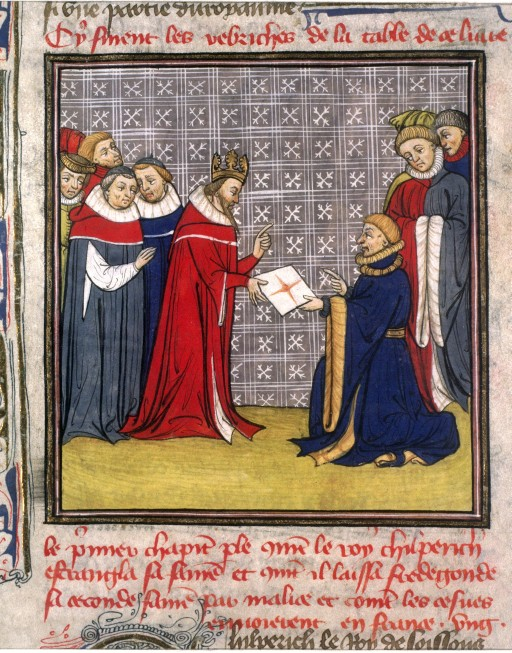
Chilpéric Ier et le(s) messager(s) (Grandes chroniques de France, XIVe siècle-XVe siècle. BNF).

Chilpéric envoie une ambassade auprès d'Athanagild en 568. Sous l'influence de son épouse, la reine Goswinthe, qui n'apprécie pas les mœurs du roi franc, il fait patienter les envoyés neustriens, leur faisant savoir qu'il se sent gêné avant d'accéder finalement à la demande de Chilpéric. Il sécurise ainsi sa frontière septentrionale, sans compter que Chilpéric pourrait fournir une aide pour vaincre les révoltes vasconnes dans les piémonts pyrénéens. De plus, dans le contexte de la guerre entre Wisigoths et Byzantins, l'alliance avec deux rois francs permet à Athanagild d'envisager l'ouverture d'un nouveau front en Italie.

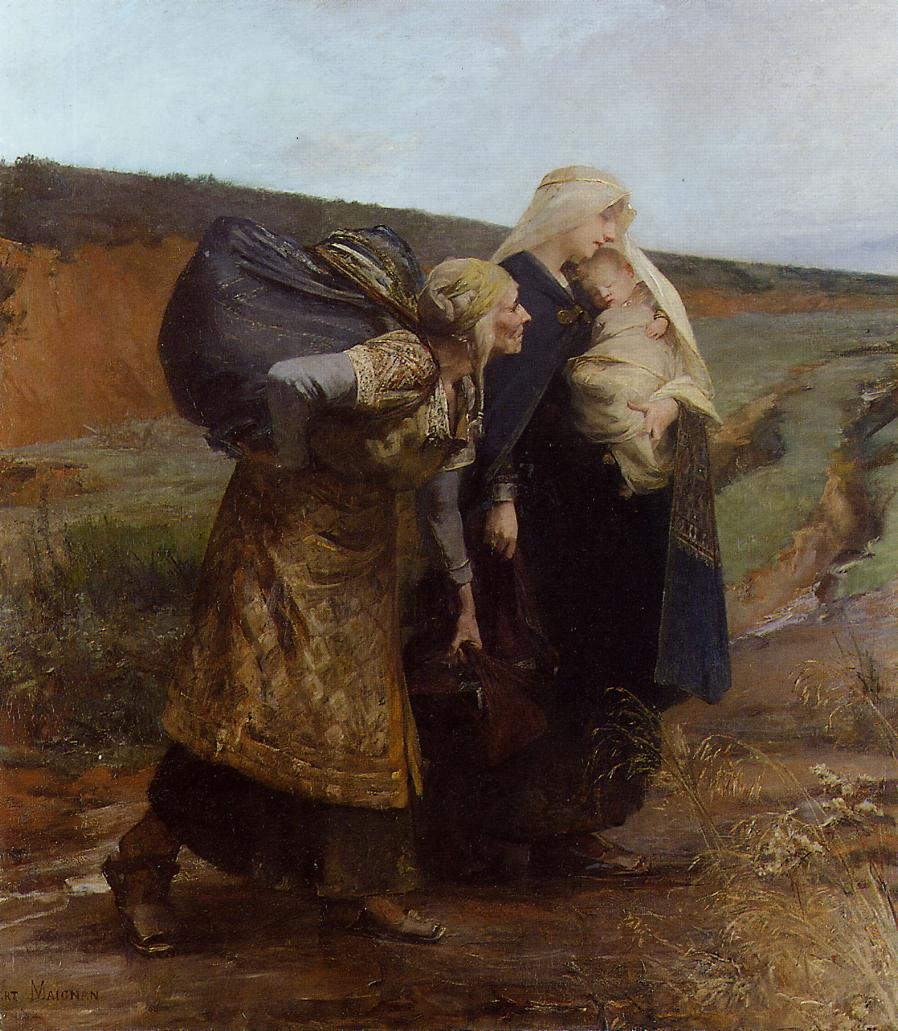
Audovère répudiée.
Huile sur toile d'Albert Maignan (1882).

Pour que le mariage ait lieu, Chilpéric doit répudier son épouse de second rang Audovère, épousée entre 542 et 552, étant donné que les Wisigoths appliquent le droit romain en matière de mariage. Audovère est peut-être reléguée dans la villa royale de Vaudreuil ou dans un monastère au Mans. Selon un passage du Liber historiæ Francorum, datant de 727, Audovère aurait tenu sa fille Childesinde sur les fonts baptismaux, devenant ainsi la marraine de sa propre fille et provoquant la rupture de son mariage. Aucun document contemporain ne mentionnant cette histoire, son authenticité est douteuse. La parenté spirituelle ne devient en effet contraignante vis-à-vis du mariage qu'à partir du concile byzantin In Trullo de 692. L'Église de Rome ne l'adopte qu'à partir du concile de Rome en 721. L'anecdote ne serait qu'une invention de l'auteur, destinée à faire comprendre une interdiction canonique encore toute récente. On peut aussi remarquer que Childesinde est un nom wisigoth, alors que les autres enfants d'Audovère ont reçu des noms d'origine franque.[Quoi ?]
Le mariage implique également le versement à Galswinthe d'un morgengabe, littéralement « don du matin », qui correspond aux biens offerts par le mari à la mariée après la nuit de noces en échange du don de la virginité,. Outre les biens mobiliers et immobiliers habituels, il comprend les cités de Bordeaux, Limoges, Cahors, Béarn et Bigorre. Cela correspond environ à un tiers du royaume de Chilpéric, et sa partie la plus riche. Si Chilpéric venait à mourir avant elle, Galswinthe conserverait son morgengabe, qu'elle pourrait transmettre à son père Athanagild ou à un éventuel nouvel époux. En cas de séparation, le roi de Neustrie perdrait tout. Athanagild constitue quant à lui à Galswinthe une dot en métaux précieux, plus importante que celle apportée par Brunehaut à Sigebert. Dans les mariages francs, le fiancé fait un don au père de la fiancée (pretium nuptiale) afin d'obtenir l'autorité juridique et morale sur elle (mundium). L'épouse reçoit ensuite plusieurs dots : lors de la demande en mariage par le mari (ante nuptias) ; lors du mariage par son père (dot romaine). Le don important accordé à Galswinthe peut s'expliquer par l'union d'un morgengabe et d'une dot, Galswinthe ayant reçu des cités aquitaines « Tant à titre de dot que de morgengabe ».
Apprenant qu'elle est obligée de se marier, Galswinthe se réfugie auprès de sa mère. N'ayant jamais quitté le palais de Tolède, elle appréhende le moment des épousailles avec un roi dont la religion et les coutumes sont différentes des siennes. Après trois jours d'attente, les ambassadeurs francs sont contraints de la réclamer. Goswinthe doit obliger sa fille à respecter le contrat de mariage. Chilpéric obtient de Galswinthe sa conversion au catholicisme. Avant le mariage, elle doit abjurer publiquement les thèses d'Arius, recevoir une chrismation et participer à un office catholique.
Chilpéric profite de la venue de Galswinthe pour prendre possession symboliquement des territoires reçus lors du partage du royaume de Caribert. De Narbonne, en territoire wisigoth, Galswinthe voyage à travers l'Aquitaine, passant par Poitiers et par Tours, puis gagne Rouen par bateau. Le cortège nuptial remplace le « circuit royal », tour du royaume que les Mérovingiens font pour se montrer à leurs sujets après leur accession au trône.

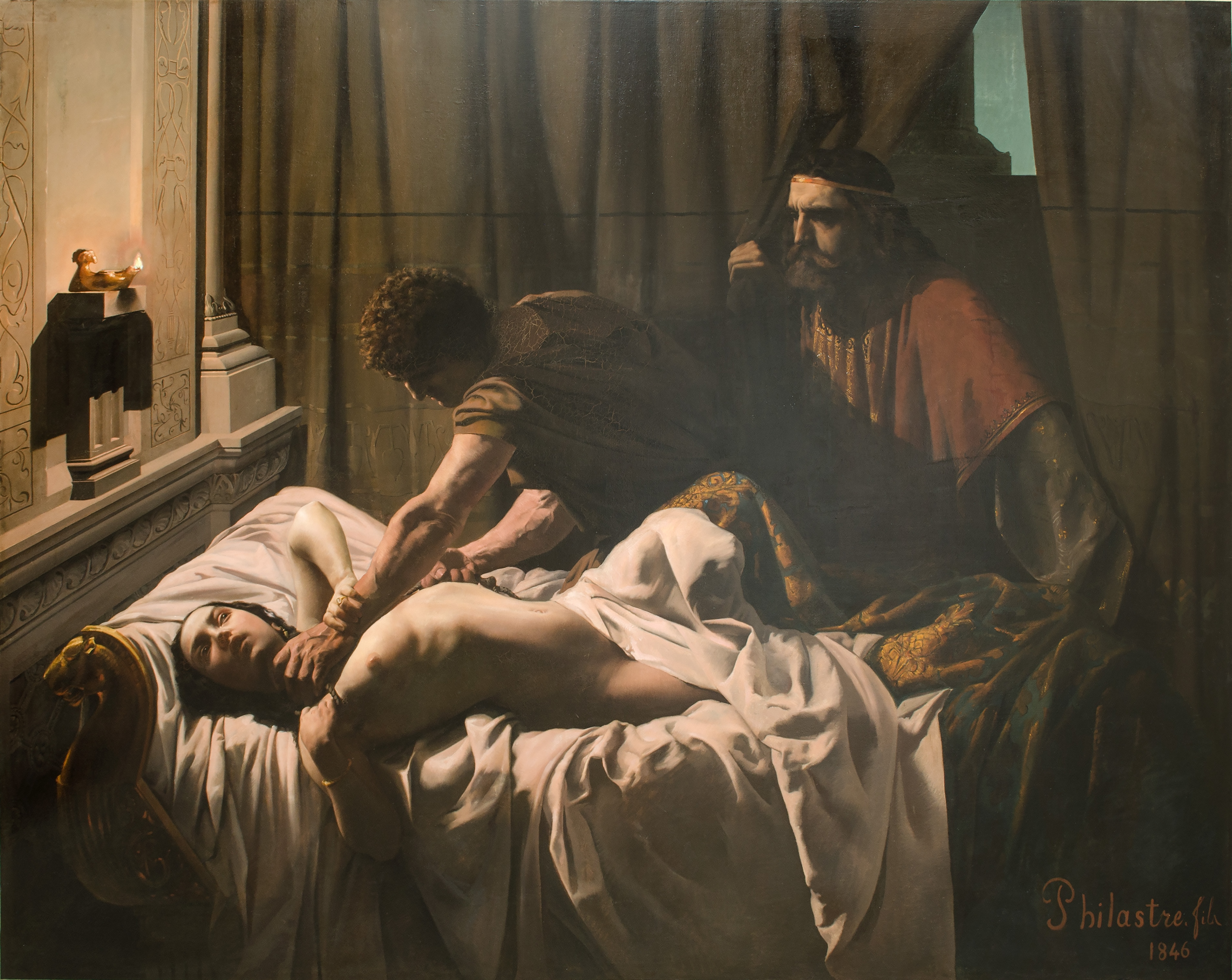
Le meurtre de la reine Galswinthe.
Huile sur toile de Philastre fils (1846, musée municipal de Soissons).

Plusieurs mois après le mariage, les relations entre les époux sont plutôt mauvaises. Galswinthe n’est toujours pas enceinte. Si elle mourait sans avoir eu d'enfants, Athanagild pourrait réclamer son morgengabe. Par ailleurs, Chilpéric trahit son engagement en fréquentant ses anciennes concubines, notamment Frédégonde. Galswinthe veut alors retourner en Hispanie, disant qu'elle ne peut supporter l'injure faite à son honneur, résolue à laisser sa dot à Chilpéric. Il tente d’apaiser Galswinthe, mais les tensions conjugales sont connues jusqu’en Hispanie.
Athanagild meurt à la fin de l'année 568, ce qui modifie profondément la situation. L'union avec Galswinthe perd tout intérêt politique pour Chilpéric, qui peut penser qu'en l'absence d'héritier ou de frère, il n'a pas à craindre de vengeance en relation avec ses problèmes conjugaux, ni de devoir céder, le cas échéant, le morgengabe de sa femme. Quelque temps après, Galswinthe est assassinée, étranglée dans son lit par un serviteur de Chilpéric. Le roi tente de masquer sa responsabilité en pleurant le décès de sa femme, puis après quelques jours de veuvage, il épouse Frédégonde. Ce meurtre aurait permis à Léovigild, beau-père de Brunehaut et nouveau roi des Wisigoths, de réclamer le morgengabe, sinon il aurait pu exiger le paiement d'un wergeld « prix du sang » pour racheter le crime.[Quoi ?] Après la mort de Galswinthe, Venance Fortunat compose un éloge funèbre souvent considéré comme le plus grand texte littéraire de l’époque mérovingienne.

### Début de la faide royale (568-575)
La mort de Galswinthe met Chilpéric dans une position difficile par rapport à Léovigild, successeur d'Athanagild dont il a épousé la veuve, mais surtout par rapport à Sigebert. Pour trouver un accord à l'amiable, ils mettent en place un tribunal dans lequel Gontran, l'aîné, tient le rôle de juge. Des aristocrates austrasiens et burgondes sont nommés assesseurs. Sigebert dépose plainte au nom de Brunehaut. Gontran condamne Chilpéric et ordonne qu'il soit détrôné, rendant possible une guerre contre la Neustrie. Pour éviter la guerre, il est décidé que Chilpéric doit payer une compensation (wergeld), conformément au droit germanique : en l'occurrence, le morgengabe de Galswinthe doit être transféré à Brunehaut (donc à Sigebert), les cités concernées devant ensuite être transmises par héritage à Childebert, le jeune fils de Brunehaut et Sigebert. Les demi-frères de Chilpéric ne veulent donc pas vraiment le détrôner, mais le chasser d'Aquitaine.
Chilpéric ne tient pas compte de ces décisions. Au contraire, en 572, il envoie son fils Clovis s'emparer des cités de Tours et de Poitiers afin d'assurer la continuité entre ses possessions. À Tours, Clovis bénéficie du soutien du comte Leudaste, d'une partie de la population et du clergé. Il prend également Poitiers et s'installe à Bordeaux. L'armée de Sigebert, renforcée par des troupes burgondes commandées par le patrice Mummol, attaque Chilpéric en Aquitaine et conquiert Limoges et le Quercy. Clovis est chassé de Bordeaux par une révolte fomentée par Sigebert et le duc Sigulf et se réfugie chez son père. Le comte Leudaste, qui s'est également enfui, est remplacé par le comte Justinus. Bordeaux, partie du morgengabe, se retrouve donc en possession de la reine d'Austrasie.
Gontran, voyant l'équilibre du regnum francorum mis en cause, convoque un concile afin que l'Église trouve une solution au problème de la guerre entre les rois francs. Il se réunit à Paris le 11 septembre 573, . D'après les actes royaux, le concile ne réunit que les évêques de Burgondie sous la présidence de l'archevêque d'Arles Sapaudus, qui a trahi Sigebert durant l'expédition austrasienne en Provence[réf. nécessaire]. Les prélats déclarent tout de même avoir reçu la permission de Sigebert de se réunir à Paris, qui reste une ville indivise. L'évêque Promotus, nommé par Sigebert au siège de Châteaudun, qui relève du diocèse de Chartres dont l’évêque est sujet du roi Gontran, est déposé après avoir été accusé d’usurpation. Le concile reproche aussi à Egidius de Reims, qui a été nommé par Sigebert, son ordination illégale. Grégoire de Tours, lui aussi été nommé par Sigebert au mépris du droit canon, garde de la rancune contre Sapaudus. Le concile débouche sur une proposition de paix qui n'est pas mise en application.
Une nouvelle offensive a lieu en 574. Chilpéric envoie son fils Thibert récupérer les cités d’Aquitaine perdues, notamment Tours et Poitiers, mission dont il s'acquitte avec succès. L’armée austrasienne dirigée par le duc Gondovald tente de les reprendre, mais elle est battue. L’armée neustrienne progresse vers le sud pour occuper la cité de Limoges et le Quercy, qui sont ravagés. Les clercs et les structures chrétiennes sont aussi touchés, de façon à ne rien laisser aux Austrasiens s'ils venaient à en reprendre le contrôle. Sigebert fait alors venir de ses territoires d’outre-Rhin, encore non christianisés, des troupes qu’il lance contre l’armée neustrienne qui est défaite. Pendant ce temps, le royaume burgonde doit affronter les Lombards sur sa frontière orientale. Craignant que l'Austrasie ne devienne trop puissante, Gontran passe un accord avec Chilpéric et lui garantit que les Austrasiens n’auront pas de droit de passage sur ses terres, même s’il ne peut défendre la Neustrie en cas d’attaque. Le pacte est annulé sous la pression de Sigebert qui menace Gontran de l'attaquer. Le roi burgonde adopte alors une attitude de stricte neutralité. Chilpéric préfère négocier et rend les cités d'Aquitaine par un traité datant de 574. Ainsi s’installe une paix de compromis grâce à laquelle Chilpéric sauve sa vie, Gontran ne perd rien et Sigebert obtient les terres de Galswinthe dévolues à Brunehaut.

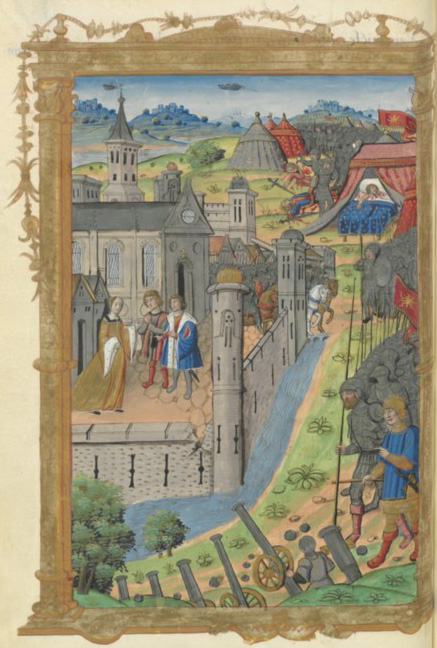
Siège de Tournai (575)
Guillaume Crétin, Chroniques françaises, XVIe siècle (après 1515). Rouen.

En 575, Chilpéric conclut une nouvelle alliance avec Gontran avant d'attaquer l'Austrasie, atteignant Reims. Sigebert contre-attaque et Gontran annule son serment envers Chilpéric. Les ducs austrasiens Godegisèle et Gontran Boson se dirigent vers Paris où les troupes neustriennes commandées par Thibert sont peu nombreuses. Le prince tente de résister, mais il est tué au combat. Sigebert lui accorde des funérailles. Confronté à l'avancée de Sigebert, Chilpéric se replie et s’enferme dans Tournai tandis que son frère prend le contrôle de Paris. Dans une lettre adressée par l'évêque Germain à Brunehaut, il l'informe avoir entendu dire qu'elle serait l’instigatrice de la guerre et lui signifie que la mise à sac de la ville l'empêcherait de se redresser. Le butin amassé lors du pillage rapporterait moins que les rentrées fiscales d’une ville annexée. Il ajoute que la région se réjouirait de l’accueillir si elle peut y trouver son salut plutôt que son anéantissement. Ainsi, Sigebert veut « abandonner la ville aux troupes ; mais son entourage lui interdit de le faire ».
Les autres cités de Neustrie, à l'exception de Rouen, rallient Sigebert, de même que les grands du royaume qui espèrent sauver leur vie et leur fortune. Il décide de se débarrasser de Chilpéric en assiégeant Tournai. Durant le siège, Frédégonde accouche d’un garçon à l'automne 575. Sur l'ordre du roi, le nouveau-né est immédiatement baptisé au lieu d’attendre Noël, première date canonique pour cette cérémonie. Il demande à l’évêque Chrasmarus de Tournai d'être le parrain : ainsi, en cas de prise de la ville, il aurait l'obligation de protéger l’enfant, qui est nommé Samson en référence à Samson dans la Bible. Ce nom peut faire allusion à la longue chevelure des rois francs, ainsi qu'à la possibilité d'un retour si l'enfant devait être tonsuré et envoyé dans un monastère.

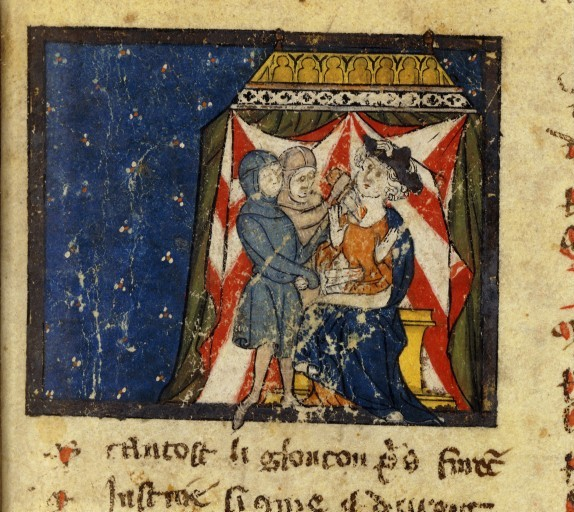
L'assassinat de Sigebert dans le Roman de Renart le contrefait (XIVe siècle).

C'est à Vitry, près d'Arras, que Sigebert est « élevé sur le pavois » par l’armée de Chilpéric et par les grands de Neustrie qui ont abandonné leur roi. Il est ainsi reconnu comme le roi des Francs de l’ancien royaume de Childebert Ier. Cette cérémonie est très vite suivie par son assassinat : il est poignardé à coups de scramasaxe par deux esclaves de Frédégonde. Aussitôt, l'aristocratie neustrienne transfère à nouveau son allégeance à Chilpéric ; pour prouver sa fidélité, elle lui livre des grands austrasiens qui sont condamnés à mort. Chilpéric sort de Tournai, fait ensevelir Sigebert à Lambres, puis le transfère à l’abbaye Saint-Médard de Soissons, auprès de leur père Clotaire Ier. Il se rend à Paris où se trouvent la reine Brunehaut, ses filles et son fils Childebert. Brunehaut est envoyée à Rouen et remise à l'évêque Prétextat, ses filles sont envoyées à Meaux.
En revanche, le prince Childebert échappe à Chilpéric, le duc Gondovald l'ayant emmené à temps en Austrasie où il est élevé sur le trône le jour de Noël 575, à l'âge de cinq ans. Pour l'aristocratie austrasienne, il est capital que le prince survive pour empêcher un partage du royaume, sans compter que sa minorité leur donne l'occasion d'exercer le pouvoir. Le duc Loup de Champagne et le comte Gogon, celui-ci avec le titre de nourricier du roi, prennent le contrôle du royaume de Metz et affichent des tendances pro-burgondes. Cela suscite le mécontentement de certains qui se rallient à la Neustrie, tels Godin, général de Sigebert, ou Siggo, référendaire d'Austrasie qui devient référendaire de Neustrie. Ils reçoivent des terres autour de Soissons dont Chilpéric a repris le contrôle et où il réinstalle sa capitale.

### Révolte de Mérovée (576-577)
Au printemps 576, Chilpéric envoie le comte Roccolène conquérir Tours, où réside le duc Gontran Boson, meurtrier de son fils Thibert. Le duc se réfugie avec sa famille dans la basilique Saint-Martin de Tours. Chilpéric replace Leudaste à la tête du comté. Le comte Leudaste et l'évêque Grégoire, qui a été placé là par Sigebert Ier et Brunehilde, ne s'entendent guère. Mérovée, le fils de Chilpéric, est alors envoyé à Poitiers, ville encore fidèle à Sigebert, mais il s'arrête à Tours où il passe les fêtes de Pâques. Il vient ensuite à Rouen pour rencontrer sa mère, la reine Audovère. Il y épouse Brunehilde avec la bénédiction de l'évêque Prétextat. La reine Frédégonde ayant donné un fils au roi de Soissons, Mérovée tente ainsi de se donner une légitimité pour hériter du trône d'Austrasie et se protéger de sa belle-mère Frédégonde, qui peut favoriser son fils Samson sur le trône neustrien. Cependant, Brunehilde étant la tante par alliance de Mérovée, le droit canon stipule que ce mariage est de type incestueux. Par sa bénédiction, l'évêque Prétextat bafoue le droit matrimonial et des soupçons d'usurpation planent sur lui. Quant à Brunehilde, elle consent à ce mariage plutôt que d'être envoyée dans un monastère.

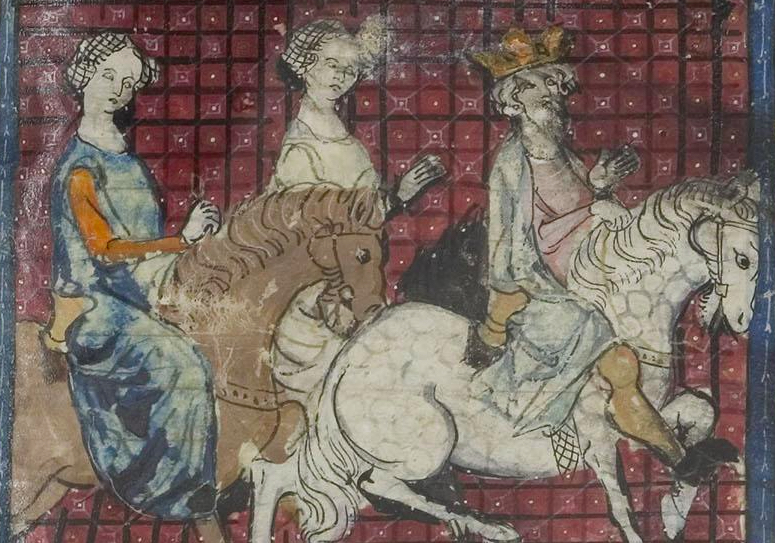
Chilpéric et Frédégonde à cheval
Grandes chroniques de France, 1375-1379. Bibliothèque Municipale de Castres.

Le roi vient alors à Rouen où le couple s'est réfugié, au nom du droit d'asile, dans une église en bois dédiée à saint Martin, située en haut des murailles. Arrivé sur les lieux, Chilpéric jure de ne pas séparer Mérovée et Brunehilde et de leur offrir les gestes de la paix : un baiser échangé et un repas partagé. Le roi quitte ensuite Rouen avec Mérovée, trahissant sa promesse, laissant seule Brunehilde. Retournant dans ses États, il s'aperçoit que des Champenois, peut-être dirigés par le duc Loup, ont attaqué Soissons que la famille royale neustrienne a dû évacuer en hâte. La ville est reprise. Le duc Loup, proche de Brunehilde, a pu recevoir des ordres depuis Rouen et le roi devient soupçonneux. Aussi, Mérovée est dépossédé de ses armes, ce qui lui fait perdre son rang d'homme libre et tout droit de succession.
Le prince Clovis est chargé de reconquérir les anciennes possessions neustriennes au sud de la Loire. Chilpéric s'entoure de nouvelles personnalités, dont Rauching, peut-être un fils non reconnu de Clotaire Ier, qu'il fait duc de Soissons. Frédégonde devient conseillère. À l'été ou l'automne 576, Mérovée est tonsuré, ordonné prêtre et enfermé dans le monastère de Saint-Calais, près du Mans. Brunehilde et ses filles sont renvoyées en Austrasie. Elles laissent toutefois une partie du trésor, composé de cinq paquets d'or, de bijoux et de tissus précieux que la reine revient chercher dans les mois suivants, grâce à des groupes de serviteurs.

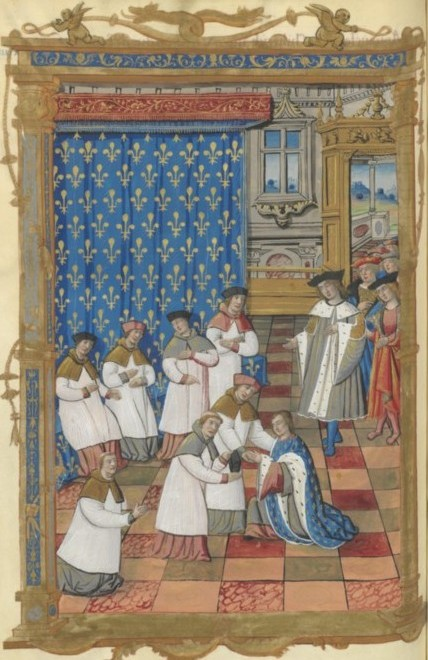
Concile de Paris (577)
Guillaume Crétin, Chroniques françaises, XVIe siècle (après 1515). Rouen.

Avec l'aide de compagnons, Mérovée s'évade de son monastère et rejoint Gontran Boson à Saint-Martin de Tours. Peut-être qu'il souhaite surtout rejoindre Grégoire de Tours, qui a la possibilité de lui porter secours, bien que l'évêque refuse de se compromettre avec un rebelle afin de garantir sa fidélité à Chilpéric. Mérovée passe des jours dans la basilique en prières et en médisance envers son père en compagnie de l'évêque Grégoire, pendant que ses compagnons sortent pour détrousser les fidèles du roi dont la principale victime est le comte Leudaste, dont le domaine est méthodiquement pillé. La chevelure du prince repousse et Leudaste réussit à éradiquer les pillards. Une rumeur circule disant que Frédégonde est prête à pardonner à Gontran Boson s'il fait sortir Mérovée de la basilique Saint-Martin.
Mérovée, accompagné de Gontran Boson et de cinq cents hommes, tente alors de rejoindre Brunehilde par le territoire burgonde. Il est arrêté par le duc Herpo à Auxerre, mais réussit à s'enfuir alors que Chilpéric demande son extradition. Arrivé en Austrasie, Mérovée est rejeté par Brunehilde, qui le considère maintenant comme gênant, et par les grands qui ne souhaitent pas d'ennuis avec le royaume de Soissons et qui ne veulent pas lui laisser la possibilité de revendiquer le trône. Le prince se réfugie dans les environs de Reims grâce au soutien du duc Loup. D'anciens officiers de Sigebert Ier se rallient à sa cause, comme le comte du palais Cuicilo.

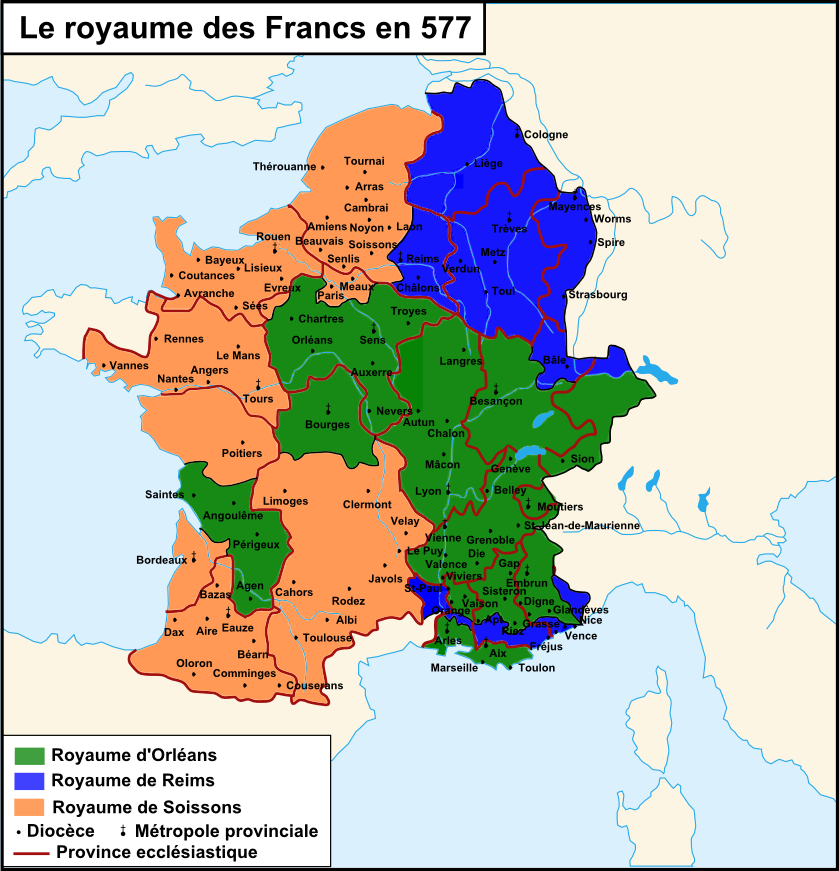
Le royaume des Francs en 577.

Pour éviter de se faire renverser un jour par son fils, Chilpéric se débarrasse de ses partisans. En 577, un concile judiciaire est réuni à Paris pour juger l'évêque Prétextat. Quarante-cinq évêques y assistent, ce qui laisse penser que le royaume de Soissons englobe les cités de Meaux, Poitiers, Tours, Senlis, Soissons, Laon, Clermont, Velay, Javols et Rodez. Prétextat est accusé d'avoir autorisé une union incestueuse, d'avoir soutenu un usurpateur et d'avoir utilisé une partie du trésor de Brunehilde pour corrompre les fidèles du roi. Afin d'obtenir son pardon, Prétextat plaide coupable ; il est envoyé en prison, puis exilé dans l'île de Jersey. Il est remplacé par l'évêque Melaine. Suspecté de complaisance avec Mérovée, Grégoire de Tours est accusé de félonie. Grégoire nie l'accusation puis partage un repas avec le roi en guise de réconciliation.
Une armée est envoyée en Champagne avec pour mission de capturer Mérovée, mais cette expédition se solde par un échec. À la fin de l'année 577, des messagers annoncent au prince que la ville de Thérouanne s'est ralliée à lui. Il réunit alors une troupe et part rejoindre la ville. Mais il y est attendu par des hommes du roi. Pris au piège, craignant d'être capturé et de subir le châtiment des usurpateurs, le prince aurait demandé à un de ses compagnons, Gaïlen, de lui faire grâce au nom de l'amitié, des tourments qu'il pourrait subir, et qu'il lui porte un coup fatal à l'aide de son couteau. Ce suicide paraît peu probable, dans la mesure où au VIe siècle, cette pratique tend à se réduire du fait de son interdiction par l'Église catholique, bien que la littérature antique évoque nombre de cas où des personnes de haut rang sont acculés à la mort à cause d'un tyran. Grégoire de Tours note que le suicide de Mérovée est peut-être un mensonge d'État, que sa mort aurait été commanditée par Frédégonde.
Arrivé sur les lieux, Chilpéric ne peut que constater la mort de son fils. Il fait alors châtier ses compagnons : Gaïlen a les mains, les pieds, les oreilles et le dessus des narines coupé avant d'être mis à mort. Un dénommé Grindion est roué, Cuicilo est décapité. Les autres compagnons sont également exécutés. Gontran Boson, qui n'a pas pris part à la marche sur Thérouanne, est suspecté d'être à l'origine de la trahison de Mérovée, ainsi que l'évêque de Reims Egidius. Venu chercher ses filles à l’abri dans la basilique Saint-Martin de Tours, il est pourchassé par l’armée neustrienne et se réfugie à Poitiers, ville restée fidèle à l’Austrasie. Chilpéric fait assiéger et capturer la ville. Le duc laisse ses filles dans la basilique Saint-Hilaire et rejoint la cour de Childebert II. C'est à cette époque, en 577, deux ans après sa naissance, que son fils Samson meurt de maladie.

### Renforcement de l'autorité royale (577-580)
Les années suivantes, Chilpéric lève une armée dans les cités au sud de la Loire pour attaquer les Bretons. Il perçoit également de lourds impôts dans les cités aquitaines qui n’en payent plus du fait des changements constants de souveraineté. Il utilise ces richesses pour faire fabriquer un missorium (grand disque de métal) en or incrusté de pierres précieuses et pesant 50 livres, ce qui lui permet d’afficher sa puissance auprès d’ambassades étrangères[réf. nécessaire]. D'une façon générale, il a une politique de renforcement de la fiscalité conforme à la pratique romaine, mais qui est mal acceptée par la tradition germanique.
Chilpéric doit en outre mater une aristocratie qui a tendance à se révolter, face à la précarité d’existence de la dynastie neustrienne. Il ordonne que l’on coupe les mains et les pieds à plusieurs personnes coupables de crime de lèse-majesté à titre d’exemple. Les coupables sont ensuite exposés aux carrefours des grandes routes, la loi salique interdisant qu’on les achève.

### Conflit avec Grégoire de Tours (580)
Cette période est également marquée par la querelle entre le roi et Grégoire de Tours, devenu évêque vers 573 grâce à l'appui de Sigebert Ier et Brunehilde. Il se trouve dans une position assez difficile sous la domination de Chilpéric dans la mesure où il est aussi en butte à l'inimitié d'une partie de son clergé. Il réussit cependant à devenir l’ami d'un grand officier palatin, Ansoald, proche de Frédégonde. Il obtient même la destitution de son ennemi personnel, le comte Leudaste, qui est remplacé par Eunomius. Leudaste se rend alors auprès du roi, affirmant que l’évêque de Tours veut livrer la ville à l’Austrasie et qu’il propage une rumeur selon laquelle la reine Frédégonde aurait commis un adultère avec l’évêque Bertrand de Bordeaux, lointain parent de Chilpéric. Par peur que le doute n’atteigne la légitimité de ses fils, Chilpéric ordonne une enquête sur l’origine de la rumeur. Des clercs profitent de la situation pour déstabiliser leur évêque avec le soutien de l'évêque de Nantes, Félix, adversaire de Grégoire.
Chilpéric décide alors de faire juger Grégoire et convoque un concile qui a lieu dans le palais royal de Berny (villa Brennacum), au mois de septembre 580. L’accusateur est l'évêque Bertrand de Bordeaux. Grégoire cherche des soutiens auprès de la princesse Rigonde, ainsi que de grands officiers palatins, tel que le chambrier Eberulf et peut-être auprès du référendaire Faramod. Le jour du procès, Grégoire vient en compagnie de Venance Fortunat, évêque de Poitiers, qui souhaite se mettre au service de Chilpéric en échange d'un pardon accordé à l'évêque. Un éloge panégyrique célébrant le roi est récité devant le concile, faisant de Chilpéric le fils préféré de Clotaire Ier. Ce panégyrique présente l’assassinat de Sigebert comme un châtiment divin frappant celui qui a attaqué un bon roi, et la mort de son fils Mérovée, « rebelle en arme », est interprétée comme ayant permis de prévenir une guerre civile. Fortunat évoque aussi très favorablement les œuvres de Chilpéric (un traité de théologie, des hymnes dédiés à saint Médard),. La suite fait l’éloge de la reine : fidèle, généreuse, prudente, bonne administratrice. La reine Radegonde est citée comme témoin de sa probité, les « mœurs de la reine étant les parures du royaume ». Le poète recommande enfin au roi : « Domptez les méchants, protégez avec amour ceux qui vous sont fidèles, soyez aussi pour les catholiques la tête de la religion ».
Grégoire de Tours est finalement innocenté en échange d’un serment purgatoire, le comte Leudaste est accusé de calomnie envers l’évêque. Sa destitution est confirmée et il est contraint de quitter le royaume. Selon Grégoire de Tours, à la suite du jugement, la Gaule est frappée par une série de cataclysmes : un tremblement de terre dévaste Bordeaux, des pluies diluviennes font déborder la Loire, un incendie se propage à Orléans et la grêle ruine Bourges, qui cependant épargnent miraculeusement l’Austrasie. La Gaule est aussi ravagée par une épidémie de dysenterie.

### Élimination des enfants d'Audovère (580)

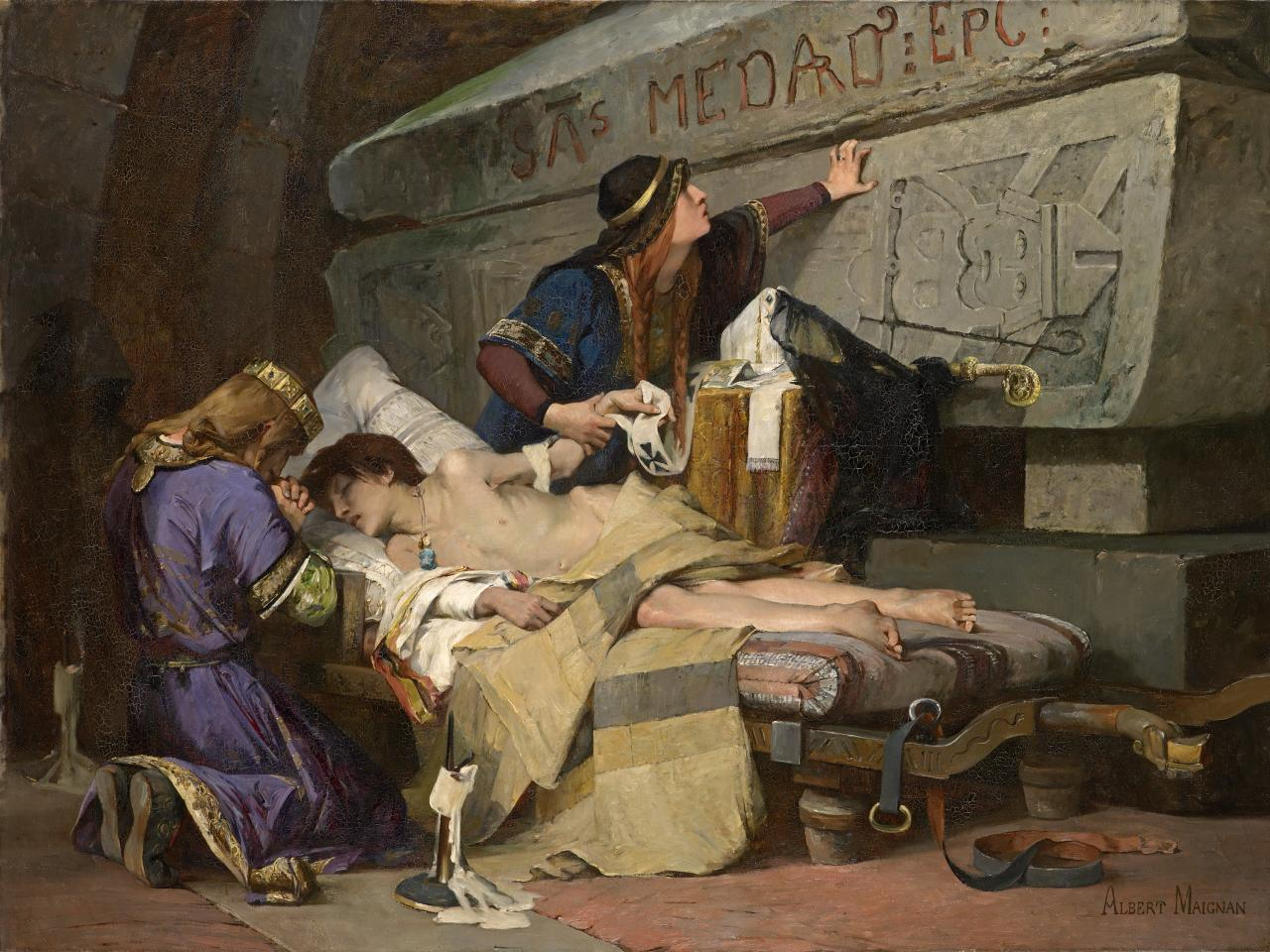
La mort de Clodebert par Albert Maignan, National Gallery of Victoria (1888).

À Paris, les jeunes princes Clodebert et Dagobert, fils de Frédégonde, sont atteints par la maladie et meurent, malgré les efforts de leur mère. Celle-ci se retourne alors vers Clovis, le dernier fils d'Audovère, qui se vante d'être devenu l'unique héritier du trône. Se sentant insultée et menacée, elle l'accuse de sorcellerie et de trahison auprès de Chilpéric. Le prince, arrêté et désarmé lors d’une partie de chasse, est conduit garrotté auprès de la reine, mais refuse d'avouer quoi que ce soit. Trois jours plus tard, Frédégonde le fait conduire dans une maison appelée Nogent de l’autre côté de la Marne où il est poignardé. Des messagers annoncent au roi que le prince s’est suicidé.
Après la mort de Clovis, Frédégonde fait aussi assassiner Audovère. Basine, dernière fille d’Audovère, est quant à elle violée par les serviteurs de la reine, ce qui la rend inapte au mariage, puis cloîtrée au monastère Sainte-Croix de Poitiers, auprès de Radegonde et des filles de Caribert Ier. Le roi, n'ayant plus de filles à marier, perd un atout diplomatique et regrette d'avoir toléré ces crimes. Venance Fortunat offre à la cour deux poèmes considérés comme épitaphes en mémoire des deux princes. Afin d’être définitivement pardonné, Grégoire de Tours accrédite la thèse du meurtre, même si cela n’apparaît pas dans son Histoire des Francs rédigée des années plus tard. Une lettre de consolation de Venance, envoyée au couple royal, insinue que Clovis est l'instigateur des meurtres : « Abel, le premier, succomba frappé d’une blessure lamentable et la houe déchire les membres d’un frère. ». Grégoire de Tours rend visite au roi et à la reine à Nogent-sur-Marne en 581, où il leur remet un autre poème consolatoire de Venance.

### Rapprochement avec l'Austrasie (581-583)

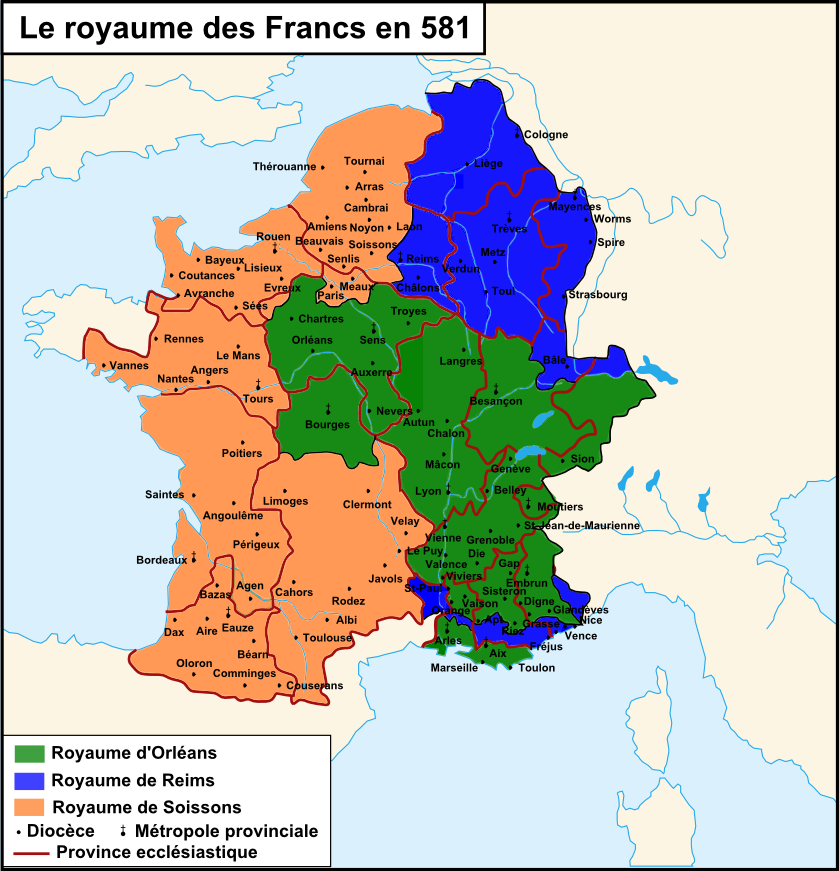
Le royaume des Francs en 581. Chilpéric est à l'apogée de son pouvoir.

Gogon, régent d'Austrasie, meurt en 581. La Chronique de Frédégaire affirme qu'il aurait été assassiné par Brunehilde, mais son épitaphe dément tout assassinat. Sa disparition marque un changement dans la politique austrasienne, avec l'arrivée au pouvoir d'un parti pro-neustrien comprenant les aristocrates Ursio et Berthefred, ainsi que l'évêque de Reims Egidius. Le poste de nourricier est attribué à un dénommé Wandalenus. Le duc Loup et le recteur Dynamius se réfugient en Burgondie.
Un rapprochement avec le royaume de Soissons s'ensuit. La disparition des fils de Chilpéric donne en effet à Childebert II, successeur de Sigebert, la possibilité de se retrouver héritier de deux états séparés. Egidius négocie un pacte avec Chilpéric par lequel Childebert II devient légataire de tous ses biens. Ce bouleversement diplomatique suscite des différends entre l'Austrasie et la Burgondie dont Chilpéric profite pour agrandir ses domaines aquitains en s'emparant des cités burgondes de Saintes, Angoulême, Périgueux et Agen. L'année suivante, Gontran reconnaît les conquêtes de Chilpéric afin de conclure la paix,.
En 582, des ambassadeurs sont envoyés en Hispanie, en vue de marier Rigonde, fille de Chilpéric, à Recarède, second fils de Léovigild, désigné comme héritier de la couronne wisigothique. Frédégonde met alors au monde un fils. Chilpéric vient à Paris le 17 avril 583 malgré l'indivision décidée depuis 561. Le lendemain, jour de Pâques, l'enfant, nommé Thierry, est baptisé par l'évêque Ragnemod au milieu d'une foule en liesse. Egidius et son entourage se rendent aussitôt à Paris pour confirmer le maintien de l'alliance. Pour les Austrasiens, le prénom que Chilpéric donne à son fils est un symbole inquiétant : leur premier roi ayant été Thierry Ier, ils se demandent s'il n'y a pas là une volonté de s'emparer de l'Austrasie. Chilpéric les rassure et accuse Gontran d'avoir commandité l'assassinat de Sigebert Ier. Egidius et Chilpéric décident d'attaquer le royaume burgonde et de soumettre toutes les cités à l'autorité du roi de Soissons.

La campagne de 583 contre Gontran.

Au printemps ou à l'été 583, les troupes de Chilpéric attaquent par le nord. Elles s'emparent de Melun, puis se dirigent vers Orléans. Egidius, accompagné par plusieurs ducs austrasiens, arrive par le nord-est depuis Reims, mais avec un retard dont le motif est peut-être le moindre intérêt de l'alliance avec Soissons, étant donné que l'existence du prince Thierry empêche l'Austrasie d'hériter des territoires de Chilpéric.
Au sud, le duc de Toulouse Didier commande les troupes venues d'Aquitaine, auxquelles sont jointes les troupes du duc Bladaste venues de Novempopulanie. Elles pénètrent dans le Berry où elles affrontent celles de Gontran près de la ville forte de Châteaumeillant (Mediolanense castrum). La bataille qui en résulte tourne au massacre et les envahisseurs en sortent victorieux. Ils s'unissent avec les troupes du duc Berulfus venues de Tours, s'emparent de la place forte d'Argenton (Argentomagus) et continuent leur chemin en incendiant et pillant tout sur leur passage avant de mettre le siège devant Bourges.
De son côté, Gontran marche vers le nord. Une bataille a lieu entre Étampes et Orléans dont Gontran sort vainqueur. Le lendemain, une paix est conclue par échange d'ambassadeurs, mais les envahisseurs doivent payer des réparations. Chilpéric abandonne son butin et libère les prisonniers. Les ducs Berulfus, Bladaste et Didier sont contraints de lever le siège de Bourges. En repartant, Didier et Bladaste saccagent la Touraine avec une virulence égale à celle exercée à l'aller. Au nord, le comte de Rouen ne cesse pas les hostilités malgré les ordres et Chilpéric en est réduit à le tuer lui-même.

### Dernières manœuvres et assassinat (584)
Dans les premiers mois de l'année 584, le prince Thierry meurt de dysenterie. Chilpéric hésite alors à donner sa fille Rigonde, promise aux Wisigoths. Demeurant le dernier enfant en vie qu'il ait eu de Frédégonde, elle conserve des droits sur son royaume. Il essaie alors d'échanger Rigonde avec Basine[réf. nécessaire], cloîtrée au monastère Sainte-Croix de Poitiers, mais celle-ci refuse, influencée par Radegonde qui l'oblige à respecter ses vœux monastiques. Affaibli politiquement, Chilpéric quitte Paris pour s'établir à Cambrai où il installe son trésor. Par crainte d'une attaque combinée des armées austrasiennes et burgondes, il ordonne la réparation des murailles de ses cités.
Au printemps de l'année 584, Frédégonde met de nouveau un fils au monde. Par prudence, Chilpéric ordonne d'élever l'enfant en secret dans la villa royale de Vitry pour le protéger d'assassins éventuels, dont on pense que ses frères ont été victimes. En cas de décès, sa disparition passerait inaperçue et éviterait de dévoiler une vacance de succession qui permettrait à des opportunistes de se saisir de l'occasion pour engendrer un conflit. Le nouveau-né ne reçoit pas de nom afin de garantir un anonymat qui n'inquiète personne. L'enfant n'est pas immédiatement baptisé, car le roi surveille l'évolution du Regnum Francorum avant de choisir un parrain. Il réinstalle sa capitale à Paris après que Brunehilde a envoyé des troupes en Italie[réf. nécessaire]. Il informe les ambassadeurs wisigoths qu'il accepte de marier Rigonde, dont le départ pour l'Espagne a lieu en septembre. Elle emporte une dot considérable, nécessitant une cinquantaine de chariots. Brunehilde envoie une ambassade à Chilpéric pour l'empêcher de prélever des biens dans les cités aquitaines pour constituer la dot. Elle considère Tours et Poitiers comme un héritage de Sigebert Ier revenant à Childebert II. Un des ambassadeurs est tué, mais comme Chilpéric tient à maintenir la paix avec sa belle-sœur, il accepte de ne pas faire participer ces cités à la constitution de la dot. Les richesses sont si importantes que des grands s'inquiètent et cherchent à savoir si le trésor royal n'est pas vide. Frédégonde leur assure que les biens donnés à Rigonde proviennent de sa fortune personnelle.

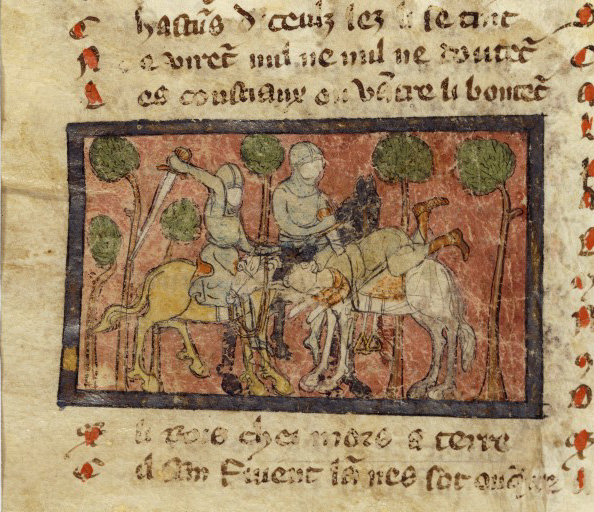
L'assassinat de Chilpéric Ier dans le Roman de Renart le contrefait (XIVe siècle, après 1314).

Entre le 20 et le 28 septembre 584, peu après le départ de sa fille, Chilpéric est assassiné près de sa villa de Chelles après une partie de chasse. À la tombée de la nuit, alors qu'un de ses serviteurs l'aide à descendre de cheval, un homme nommé Falco, le poignarde d'un coup sous l'aisselle puis dans le ventre. L'assassin réussit à s'enfuir et n'est pas retrouvé. La pierre de Chilpéric (ou croix de Sainte-Bautheur ou borne de Chilpéric) située dans le parc du souvenir Émile-Fouchard à Chelles, rappelle cet événement.
Dans son récit, Grégoire de Tours n'évoque pas la question de l'origine de l'assassinat, préférant insister sur les aspects négatifs de la mémoire du roi. La Chronique de Frédégaire désigne la reine Brunehilde comme commanditaire du crime. Le Liber historiæ Francorum, texte plus tardif, accuse Frédégonde qui aurait trompé Chilpéric avec le maire du palais Landéric (Landericus), un individu que Grégoire de Tours ne mentionne pas. Cette version n'est pas crédible, car la mort du roi fait perdre à Frédégonde son mundium, privant la reine de soutiens et la mettant à la merci de ses rivaux. De plus, si un maire du palais nommé Landéric est mentionné au VIIe siècle, il n'est en fonction qu'à partir de 603. Une autre version veut que Gontran soit le commanditaire de l'assassinat. Or, la mort de Chilpéric vient mettre à mal la politique que mène Gontran. Celui-ci s'est toujours arrangé pour mener une politique d'équilibre, avantageant l'un, puis l'autre, en fonction des enjeux, dans le but de contrer une Austrasie trop forte.[réf. nécessaire]
Présent à Chelles en vue d'une audience avec Chilpéric, l'évêque de Senlis Mallulf procède à la toilette du corps du défunt. Sa dépouille est ensuite placée sur un bateau qui descend la Marne, puis la Seine pour être conduite à Paris. Prise de peur, Frédégonde se réfugie dans la cathédrale de Paris et n'assiste pas à l'enterrement de son mari. Elle n'ose même pas traverser la Seine pour suivre le convoi funèbre. Chilpéric est enterré auprès de Childebert Ier dans l'église Saint-Vincent-Sainte-Croix (plus tard nommée Saint-Germain-des-Prés). Son corps, vêtu de ses plus beaux atours, avec bijoux et armes d'apparat, est allongé sur le dos dans un sarcophage de pierre ou de plâtre, les avant-bras le long du corps ou croisés sur la poitrine. Le sarcophage est descendu dans une fosse, la tête tournée vers l'ouest. Un monument commémoratif est ensuite élevé, peut-être orné d'une épitaphe. Sa pierre tombale porte l'inscription « Rex Chilpericus hoc tegitur lapide », « Sous cette pierre repose le roi Chilpéric ».

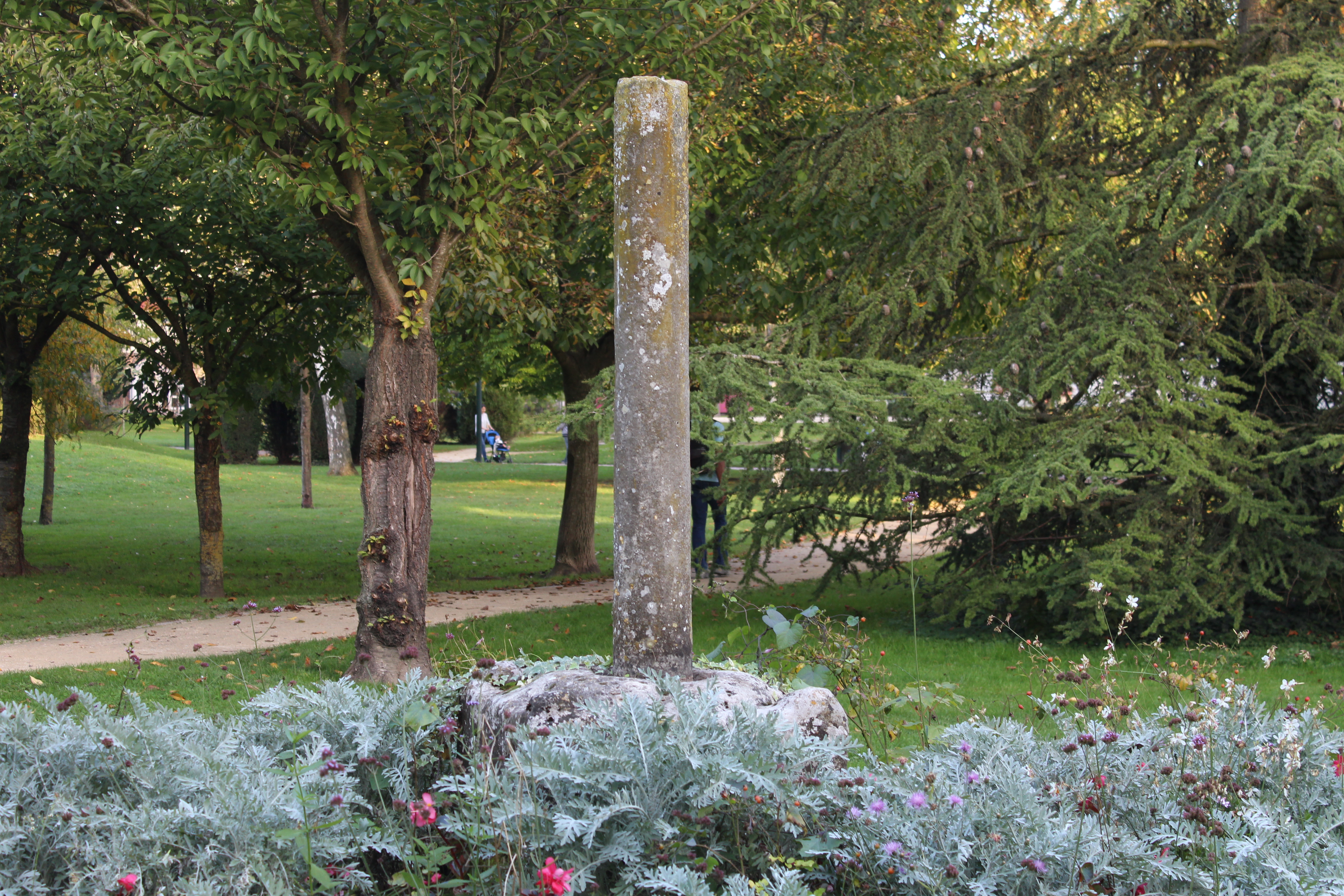
Borne de Chilpéric à Chelles, symbolisant son assassinat.

Vers 1163, pour orner son cénotaphe, l'abbaye de Saint-Germain-des-Prés fait sculpter un gisant de Chilpéric surélevé par des colonnettes. Le roi est figuré couché sur le dos, un sceptre dans la main droite et portant la main gauche à sa barbe. L'emplacement exact de son sarcophage n'étant pas connu, le cénotaphe reste vide. En 1656, le gisant est déplacé du chœur aux piliers septentrionaux du carré de transept pour cause de travaux. En 1791, un décret de l'Assemblée constituante daté du 4 février dissout la communauté religieuse de Saint-Germain-des-Prés pour faire du monastère une église paroissiale. Les gisants de Chilpéric, Childéric II et Frédégonde sont détruits dans la nuit du 27 au 28 mars pour faire de la place et installer des chaises. Il existe plusieurs reproductions de ce gisant notamment sur le manuscrit du Recueil des rois de France daté de 1566, réalisé par Jean du Tillet.
Grégoire de Tours rapporte avec approbation les larmes versées par Gontran lorsqu'il apprend la mort de Chilpéric. En revanche, il ne dit rien de la réaction de Brunehilde. La nouvelle de la mort du roi suscite un certain désordre dans le royaume dont l'une des victimes est Rigonde. Son convoi nuptial est pillé. Frédégonde réussit à obtenir le soutien de Gontran, qui récupère au passage le royaume de Paris. Le fils de Chilpéric est reconnu lors d'une assemblée de grands de Neustrie ; il est alors baptisé et reçoit le nom de Clotaire. Il devient roi à 4 mois sous la tutelle de sa mère et la protection de son oncle.

## Mariages et descendance
Chilpéric épouse vers 549 Audovère (morte assassinée en 580) qui donne naissance à :
| Nom                   | Naissance                | Mort | Remarques |
| --------------------- | ------------------------ | ---- | --- |
| Thibert ou Théodebert | vers 552                 | 573  | Fils aîné, il est vaincu et tué par les ducs Godegisel et Gontran Boson alors qu’il dévaste la Touraine, possession de son oncle Sigebert Ier.                        |
| Mérovée               | entre 553 et 556         | 577  | Marié à Brunehaut (veuve de Sigebert Ier), sa tante par alliance, et tonsuré, aurait été assassiné ou se serait suicidé par crainte de son père.                      |
| Basine                | entre 555 environ et 564 | ?    | Violée par les hommes de Frédégonde après la mort de Clovis, elle devient religieuse à l’abbaye Sainte-Croix de Poitiers.                                             |
| Clovis                | 553/557                  | 580  | Assassiné sur ordre de Frédégonde. Sa dépouille, repêchée dans la Marne, est inhumée en église Saint-Vincent de Paris après la mort de son père sur ordre de Gontran. |
| Childesinde           | ?                        | ?    | Son existence est sujette à caution, car elle n’est pas citée par Grégoire de Tours, mais seulement par le Liber historiæ Francorum, un siècle et demi plus tard.     |

En 568, Chilpéric se remarie avec Galswinthe, fille d’Athanagild, roi des Wisigoths, et sœur de Brunehilde. Elle entre rapidement en conflit avec son mari à propos de la liaison qu'il entretient avec Frédégonde, réclame son retour en Hispanie et est retrouvée étranglée dans son lit.
En troisièmes noces, Chilpéric épouse Frédégonde (morte en 597), probablement issue d’un milieu peu élevé, comme le suggère Grégoire de Tours. De ce mariage sont nés :
| Nom                  | Naissance    | Mort      | Remarques |
| -------------------- | ------------ | --------- | --- |
| Clodebert            | vers 565/570 | 580       | Mort de dysenterie en même temps que son frère Dagobert. Il est inhumé en la basilique Saints-Crépin-et-Crépinien de Soissons. |
| Rigonde              | vers 569     | après 589 | Elle est fiancée au prince wisigoth Récarède, le mariage n'a jamais lieu en raison de la mort de son père.                     |
| Samson               | 575          | 577       | Mort de dysenterie. |
| Dagobert             | 580          | 580       | Mort de dysenterie en même temps que son frère Clodebert. Il est inhumé à Saint-Denis.                                         |
| Thierry ou Théodoric | 582          | 584       | Mort de dysenterie. |
| Clotaire II          | 584          | 629       | Roi de Neustrie, puis de tous les Francs.                                                                                      |

## Aspects généraux du règne de Chilpéric

### Justice
Les rois mérovingiens considérant que le royaume est leur propriété, règnent sans partage et ne reconnaissent pas l'existence de biens ou de services publics qui sont pris en charge par les comtes et les évêques. Un maire du palais (major domus, devenu majordome), Badegisèle, est le supérieur de tous les fonctionnaires royaux ainsi que des Grands et des commis et a pour fonction leur coordination. Les décisions prises n'émanent que du roi qui ne rend de comptes à personne. Cependant, Chilpéric prend conseil auprès d'« hommes de bien », notamment lors du conflit qui l'oppose à Gontran, d'évêques, ou de son épouse Frédégonde.
Divers témoignages émanant de Grégoire de Tours nous permettent de nous forger une opinion sur ses jugements que l'évêque Venance Fortunat juge « intègres, mesurés, désintéressés ». Il cite notamment une profanation perpétrée par des Grands, en 579, qui se sont entretués dans la basilique Saint-Denis. Le roi décide de laisser l'évêque de Paris les juger. Il épargne de la peine de mort, en 580, l'archidiacre de Tours Platon et Galien, ami de Grégoire. En 581, suivant la demande de Grégoire de Tours, il laisse la vie sauve à des voleurs qui ont pillé la basilique Saint-Martin de Tours et remet les biens volés aux clercs de la basilique. En 582, un Juif nommé Pathir converti au christianisme, que Chilpéric a parrainé, est renvoyé en Burgondie, sa province d'origine, tandis que ses esclaves ou domestiques sont condamnés à mort, pour avoir assassiné un autre Juif de Paris nommé Priscus, conseiller du roi, qui refusait le baptême, sans dommage pour lui mais ensuite le roi exige la conversion de tous les Juifs parisiens. Ledit Pathir se réfugie avec ses domestiques dans l'église Saint-Julien-le-Pauvre et réussit à s'enfuir, mais l'un de ses serviteurs est sauvagement tué par la foule.
En 582, l'évêque Carterius de Périgueux et le diacre Fronton sont pardonnés pour avoir insulté le roi dans une lettre. On constate aussi que le roi ne spolie pas automatiquement autrui : à la mort du comte Nonnichius en 582, le roi distribue ses biens à diverses personnes. Après la trahison de Godin, ses villae lui sont reprises pour être données à la basilique Saint-Médard. En 577, après avoir remplacé le comte Ennodius mis en place par Childebert II, il lui confisque ses biens et les lui rend un an après. Le seul cas où Chilpéric confisque des biens est celui où les frères Burgolène et Dodon sont exécutés pour crime de lèse-majesté, crime pour lequel la loi préconise la mort et la confiscation des biens des coupables.

### Fiscalité
Depuis la chute de l'Empire romain d'Occident, les impôts indirects restent en vigueur. Il s'agit de taxes, telles que le tonlieu (teloneum : bureau des percepteurs d'impôts, déformé en teloneus) prélevé sur les transports de marchandises par les douanes ; le « prix de la paix » (fredus), correspondant au tiers des contributions payées par des condamnés au trésor public (wergeld) ; les droits de passage pour les marchandises franchissant les ponts, routes, cours d'eau, ports, ou celles exposées sur les marchés ; et aussi des amendes publiques. Les impôts directs se sont réduits au nombre de deux : la capitatio humana (impôt payé par tête) et la capitatio terrana (impôt foncier). Ces impôts ne servant pas au fonctionnement de l'État, les agents du pouvoir ne reçoivent pas de traitement, mais vivent de la production des terres qui leur sont octroyées et se rémunèrent sur les contraventions. L'État ne finance plus d'armée de métier ni d'atelier de fabrication d'armes, les routes et les remparts sont financés par les localités. Les services publics n'étant plus assurés, les impôts sont perçus comme de l'extorsion. Cependant, le système de transport rapide du courrier et des voyageurs, le cursus publicus, fonctionne encore. Le pouvoir public a pour charge de fournir des esclaves publics pour conduire les chars ou transporter le courrier et de prélever sur des propriétaires du fourrage, des chevaux (paraveredi) ou des mules, que l'on entrepose dans des relais (mutationes) ou des auberges (mansiones) où l'on change les montures. Les rois mérovingiens continuent de l'utiliser en promulguant des ordres de réquisitions par lettres evectiones ou tractoriae, mais l'ancien prélèvement tourne avec les Francs au pillage systématique des riverains. Pour échapper à l'imposition, certains sujets du royaume se réfugient dans des niches fiscales comme l'armée ou le clergé. L'immunité est accordée au clergé par le roi et provient de l'héritage du statut des terres du fisc du Bas-Empire. Le privilège consiste en une exemption d'impôt, mais aussi en une interdiction des agents du roi de pénétrer dans les domaines bénéficiant de l'immunité. L'immuniste n'est cependant pas exempté de service militaire. Sur ordre royal, il doit lever lui-même les troupes. Il doit également payer au roi le fredus dont le pourcentage exigé par le roi tombe en désuétude. Afin d'éviter ces évasions fiscales, les Empereurs, mais aussi Clovis en son temps, ont établi et maintenu des dispositions pour restreindre l'accès à la cléricature. L'impôt étant impopulaire, il arrive que la population se révolte, avec l'appui des évêques. De même, il arrive que certaines cités, parviennent à échapper à l'impôt grâce à leurs évêques qui brandissent la menace d'un saint patron comme c'est le cas à Tours, ville de saint Martin. À plusieurs reprises, les rois tentent d'imposer ces cités mais ils sont arrêtés par les évêques qui brandissent la menace des foudres divines.
Le Limousin comporte des petites vignes domaniales et sa partie méridionale, d'Uzerche à Brive, est vouée à la viticulture, notamment Chabignac, Sioussac, Loignac, Narzac et Astaillac. En 579, Chilpéric fait remettre à jour les livres du cadastre et du recensement. Les descriptiones qu'il fait établir sont jugées tellement « nouvelles et lourdes » qu'elles y engendrent une révolte et que beaucoup « abandonnèrent leurs villes et leurs possessions personnelles pour gagner d'autres royaumes, estimant qu'il valait mieux séjourner à l'étranger que de s'exposer à un tel danger. Il avait été décrété que chaque possesseur verserait pour sa terre une amphore de vin par arpent ». Cela correspond à environ deux cent dix litres par hectare, ou si l'on suppose un rendement de mauvaise année de dix hectolitres par hectare. S'y ajoutent d'autres impôts perçus en froment et en or,, tant sur les autres terres que sur les esclaves. En 580, le couple royal fait un don d'arrérages, en jetant au feu les libri descriptiones qui ont provoqué la révolte du Limousin. Ainsi, tout le royaume sous l'autorité de Chilpéric et en particulier la Première Aquitaine n'a pas eu à payer les arriérés de l'année 579. Cette décision entraîne un retour au taux coutumier et la renonciation de la réévaluation de ce taux, puisque le roi interdit toute « descriptio à l'avenir ».
Le droit de propriété romain jus in re aliena distinguant le dominium, droit du propriétaire, et la possessio, droit que possède un cultivateur par la mise en culture de la terre du maître s'est perpétué. Sur les terres publiques incultes, il est possible de devenir possessor en les mettant en culture. Sur les terres privées abandonnées, l'abandon de l'epibolè (le percepteur calculait l’impôt global d’une région et le rapportait à la superficie des terres) permit un rapide accaparement des terres. Après un silence de deux ans du propriétaire, l'auteur de l'usurpatio ou de l'eruditio du sol devient possessor et dominus. Le roi reste investi du dominus sur les terres publiques défrichées, tandis que le nouvel occupant d'une terre privée abandonnée se retrouve propriétaire aux dépens de l'ancien maître au bout de deux ans. La loi romaine de prescription trentenaire favorise également le droit de possessio sur les terres publiques défrichées. Elle entraîne pour le possessor d'une terre publique ou d'église le paiement de redevances appelées condiciones ou canones ou encore agraria, pascuaria vel decimas porcorum. Il s'agit d'une part de fruit versée en nature ou en espèces, ou d'une tête de bétail sur dix. En plus des laïcs, les évêques s'attribuèrent des terres publiques. Les églises épiscopales devenues possessores de terres publiques devaient alors payer les redevances, mais elles essayaient d'obtenir l'immunité pour ces terres, ce qui fit dire à Chilpéric « Voici que notre fisc est devenu pauvre, voici que nos richesses sont passées aux églises ».

### Église
En tant que chef de l'Église franque et héritier des prérogatives de l'Empereur, le roi s'occupe des affaires religieuses. Il obtient la conversion de force au christianisme de Juifs de son royaume afin de « garantir leur Salut »,, ; il convoque les évêques pour des conciles œcuméniques à Paris, à la demande de Gontran, en 573, en 577 et en 580, à la villa Brennacum. Il s'assure du bon déroulement et du maintien des élections épiscopales, même lorsqu'elles lui sont défavorables, contrairement à ses demi-frères, notamment Sigebert Ier qui n'hésite pas à placer ses favoris à la tête des évêchés. Le seul cas où Chilpéric intervient pour remettre en cause un évêque dans son diocèse est lors de la condamnation de Prétextat de Rouen en 577. De même, les évêques élus sont souvent des clercs, là où Gontran nomme des laïcs à foison, ce qui est un moyen de bien tenir en main les évêques. Le seul cas rapporté d'élection de laïc concerne l'ordination au Mans, en 581, du maire du palais Badegisèle.
Il manifeste également un certain respect pour l'autorité religieuse à qui il accorde sa confiance. Ainsi, il épargne les voleurs de la basilique Saint-Martin sur demande de l'évêque Grégoire et lui laisse désigner le comte de Tours ; il laisse l'évêque de Paris juger les nobles qui ont profané et perpétré des crimes dans sa basilique ; il autorise l'évêque Aetherius, pourtant accusé de nombreux crimes, à revenir sur son siège épiscopal ; il protège Prétextat de Rouen de la foule qui veut le lapider. Il laisse également les évêques juger l'affaire concernant Frédégonde et l'évêque de Bordeaux au concile de 580. Lorsqu'en 580, un homme de la familia de l'évêque de Bigorre s'enfuit du palais épiscopal et se pose en rival de Grégoire de Tours, ce dernier menace alors d'en appeler à Chilpéric.
Il use de charité envers les pauvres et les églises en donnant les villae de Godin, sur le territoire de Soissons, à la basilique Saint-Médard. À l'occasion de la naissance de son fils Thierry, il décrète une amnistie générale et ordonne aux agents du fisc de laisser les mauvais débiteurs en paix. Il rend les objets dérobés à la basilique Saint-Martin de Tours, accorde confirmation à Radegonde des sessions qui lui ont été faites par Clotaire Ier, ainsi que des privilèges d'immunités aux églises et aux clercs.
Un faux diplôme de l'abbaye Saint-Calais du Mans adressé au pape Nicolas Ier où sont utilisées plusieurs formulations de l'époque carolingienne et daté de la première année du règne de Chilpéric mais réalisé entre 850-855, affirme que cette abbaye est placée sous la protection du roi. Il en est de même pour le décret daté de 606, concernant la fondation de l'Abbaye Saint-Lucien de Beauvais, où il a été démontré qu'il s'agit d'un faux réalisé début XIe siècle du fait de son caractère apocryphe et par ses paraphrases de la Vie de saint Evroul.

### Culture

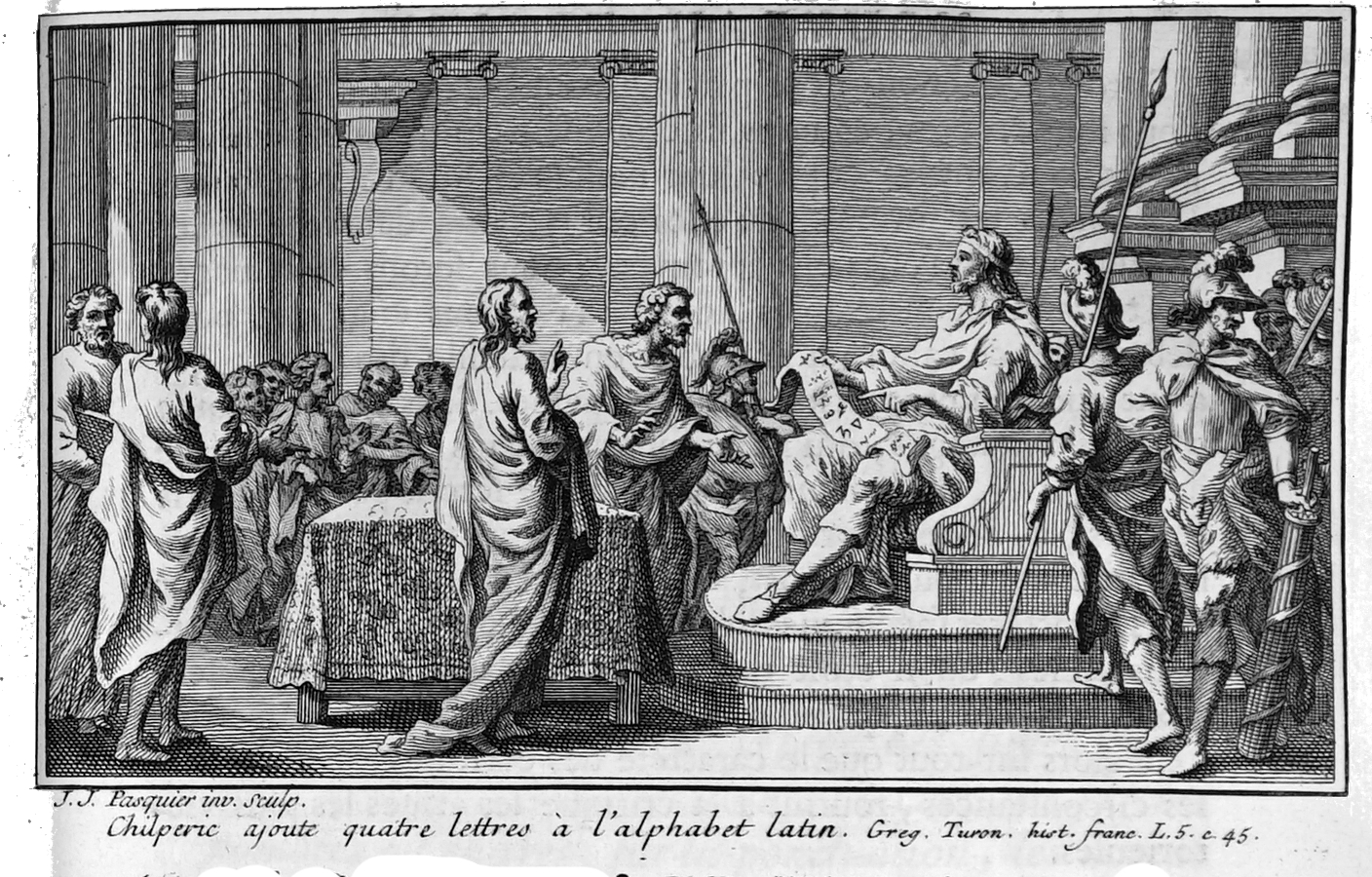
Chilpéric donnant de nouvelles lettres représenté dans le livre des mauristes Dom Tassin et Toustain, 1755, bibliothèque Carnegie (Reims).

Diverses anecdotes de Grégoire de Tours témoignent de son intérêt pour la culture : il lit la Bible et les poètes, rédige deux livres de poésie, et compose un Hymne sur la solennité de l'évêque saint Médard (Ymnus in sollemnitate sancti Medardi episcopi), dont la forme s'éloigne du modèle de l'époque classique.
Afin d'adapter l'alphabet à la phonétique germanique et de rendre des prononciations écrites en latin au moyen d'une lettre unique au lieu de plusieurs lettres, il tente, comme l'empereur Claude en son temps, d'ajouter des lettres à l'alphabet latin : la lettre grecque ‹ ω › et les lettres ae, thé, uui écrites ‹ ψ ›, ‹ Ζ › et ‹ Δ ›, dont une hypothèse affirme qu'elles seraient issues de l'alphabet hébreu. Cet élément bibliographique est rapporté par Grégoire de Tours avec ironie envers les prétentions littéraires de Chilpéric qu'il considérait comme un hérétique. Il est parfois évoqué les lettres ‹ ω ›, ‹ χ ›, ‹ θ ›, ‹ φ › correspondant à ‹ w ›, ‹ ch ›, ‹ th › et ‹ ph ›, issues d'une note de traduction par Aimoin de Fleury des œuvres d'Odon de Cluny. Cependant, les clercs de la congrégation de Saint-Maur expliquent que ces lettres n'eurent cours que durant son règne, vraisemblablement car Chilpéric est mort 5 ans seulement après cette réforme.
Imitant son cousin Thibert Ier ou l'empereur Justin Ier et, afin de montrer sa romanité, il fait restaurer des cirques à Soissons et Paris (probablement l'amphithéâtre du IIe ou IIIe siècle faisant office d'arène et théâtre découvert en 1870 lors du percement de la rue Monge), entre 575 et 584, pour remettre à l'honneur des jeux équestres, combat d'animaux, lutte, théâtre, poésie et musique appréciés par la population et qui avaient disparu sous l'influence du christianisme.

## Sources historiques
Le règne de Chilpéric est connu principalement par l'intermédiaire de deux sources primaires.
En premier lieu, grâce aux Dix livres d'Histoire (ou Histoire des Francs), chronique universelle écrite par l'évêque Grégoire de Tours. Les six derniers livres sont consacrés aux rois mérovingiens, présentés du point de vue d'un évêque comme des « bons » ou des « mauvais » rois, selon leur relation avec l'Église. Il affirme la supériorité du pouvoir spirituel (auctoritas) exercé par les évêques sur le pouvoir temporel (potestas) exercé par les rois.
Pour cette raison, Grégoire de Tours s'oppose à l'autorité de Chilpéric lorsque celui-ci juge les évêques dont la dignité serait supérieure.
Chilpéric apparaît aussi dans l'œuvre d'un contemporain de Grégoire de Tours, Venance Fortunat, évêque de Poitiers.

### Chilpéric vu par Grégoire de Tours

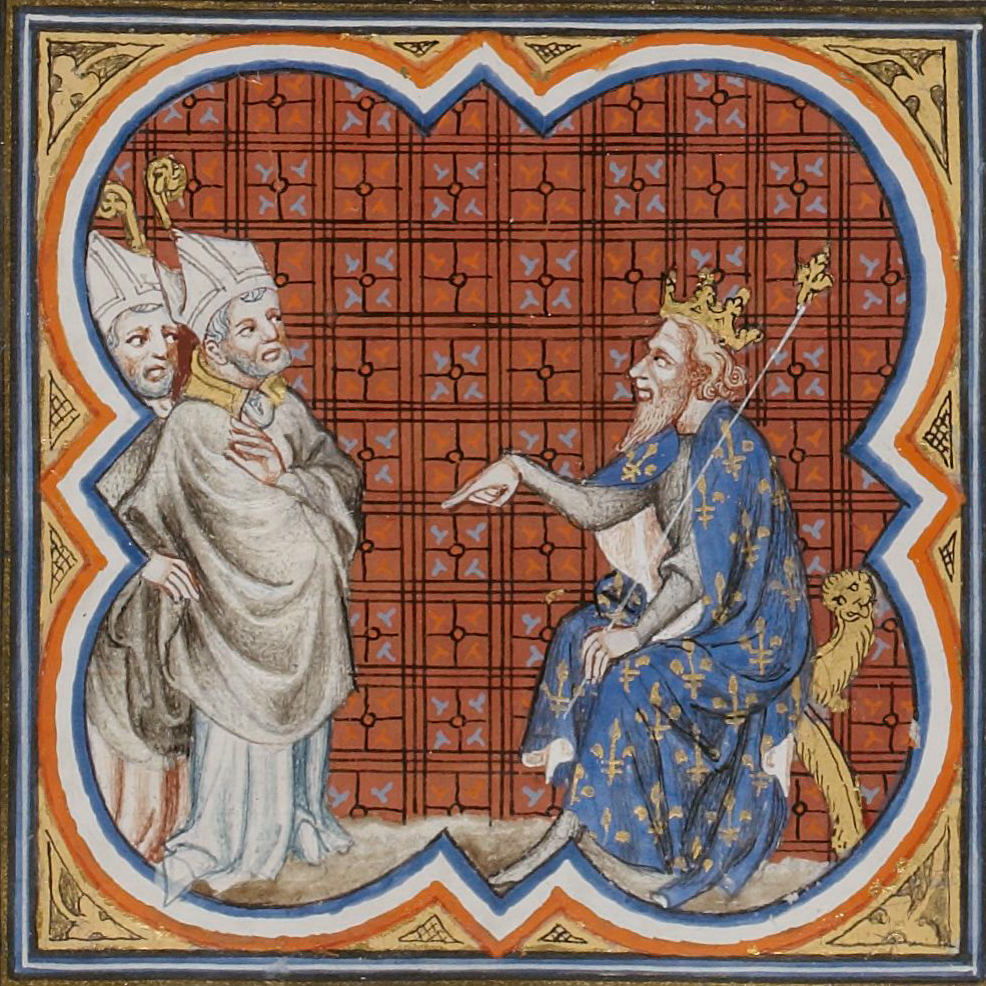
Saint Grégoire, archevêque de Tours, et saint Salve, évêque d’Albi, devant Chilpéric Ier. Grandes Chroniques de France de Charles V de France, XIVe siècle. BNF.

Le roi Chilpéric est dépeint par son contemporain Grégoire de Tours comme « le Néron et l’Hérode de notre temps ». Il le présente comme un homme intempérant et présomptueux, avide de richesses, faisant périr ceux qui en possèdent. Selon lui, il prendrait plaisir à ravager les campagnes, à martyriser les pauvres et accabler les clercs. Il faut préciser que l'évêque Grégoire se sentit publiquement humilié au concile de Berny où il dut comparaître pour être jugé, accusé d’avoir calomnié Frédégonde. Chilpéric aurait même inscrit dans ses ordonnances adressées aux juges que l'on arrache les yeux des personnes ne tenant pas compte de ses prérogatives. À cela, Grégoire ajoute après sa mort qu’il n’a jamais aimé personne et que personne ne l’a jamais aimé.
Grégoire lui reconnaît une réelle culture en particulier religieuse. Selon Grégoire de Tours, il aurait rédigé un décret sur la Trinité alors qu’à l’exception de Childebert Ier et de Chilpéric, lesquels semblent avoir eu quelques lumières sur le débat trinitaire, les rois mérovingiens se désintéressent du problème, dont ils n’exploitent que les incidences diplomatiques. Son traité, stipulant que l’on nomme Dieu la Sainte Trinité, ressemble à l’hérésie du prêtre Sabellius, excommunié en l’an 217 par le pape Calixte Ier. Ainsi, Grégoire rejette son traité et le roi se tourne vers saint Salve, évêque d’Albi, qui le rejette également. Chilpéric doit alors se plier à la volonté des évêques.

### Chilpéric vu par Fortunat

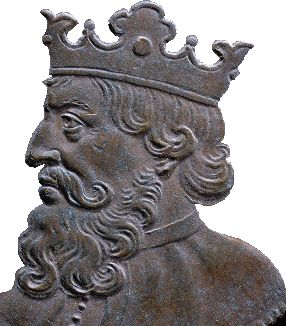
« Chilpéric roy de France », vue d'artiste par Jean Dassier (1676-1763).

Une tout autre vision de la personnalité de Chilpéric se dégage des vers du poète Venance Fortunat, un autre de ses contemporains, qui le présente comme un homme instruit et le célèbre comme un brillant guerrier et législateur. Le poète écrit ainsi : 
« vous réglez vos armes sur les lois et redressez les lois par vos armes », ajoutant que, parmi les Mérovingiens, « vous l’emportez par le savoir et par la doctrine ; par la science du dogme vous êtes tel que ne fut jamais votre père. ».
Venance Fortunat célèbre en lui un faiseur de vers parfaits, surpassant ainsi les autres rois de sa dynastie dans les lettres, même si l'évêque de Tours juge ses vers « sans mesure ni rythme ». Il est vrai que Venance Fortunat, se décrivant comme un « poète souriceau » à l’affût des tables attendant que les puissants laissent tomber de bons morceaux, compose des œuvres louant les mécènes qui acceptent de financer son train de vie.
Par l’intermédiaire de ses décisions politiques, il montre surtout le visage d’un joueur prêt à tout miser sur la chance.

## Représentations de Chilpéric dans l'histoire et les arts

### Romans historiques
- Népomucène Lemercier, Frédégonde et Brunehaut, Librairie Barba, 1821.
- François Cavanna, Le sang de Clovis, éditions Albin Michel, 2001  (ISBN 2-226-12725-9).
- Jean-Louis Fetjaine, Les Voiles de Frédégonde, Belfond, Paris, 2006  (ISBN 978-2-298-00115-0).
- Jean-Louis Fetjaine, Les Larmes de Brunehilde, Belfond, Paris, 2007  (ISBN 978-2-7144-4266-6).
- Paul Murray Kendall, Mon frère Chilpéric, Collection « J'ai Lu l'histoire », numéro 1786, éditions J'ai lu, 1979  (ISBN 2-277-21786-7).

### Télévision
- 1991 : L'Enfant des loups, téléfilm franco-espagnol de Philippe Monnier, avec Gil Lagay dans le rôle de Chilpéric.